# 데이비드 보위
데이비드 로버트 존스(영어: David Robert Jones, 1947년 1월 8일 ~ 2016년 1월 10일)는 데이비드 보위(영어: David Bowie /ˈboʊi/ 데이비드 보이[*])라는 예명으로 활동한 영국의 싱어송라이터 겸 배우이다. 20세기의 가장 영향력있는 음악인 가운데 한 명인 그는 평론가와 음악가를 막론하고 치하를 받았으며, 1970년대의 혁신적 작품들은 더더욱 그러했다. 그의 50년 경력은 재창조와 시각적 표현으로 주목되었으며, 그 음악과 무대 연출은 대중음악에 막대한 영향을 끼쳤다.
어릴 때부터 음악에 대한 관심을 키워왔다. 보위는 미술, 음악, 디자인을 공부하였으며 1963년 음악가로서의 삶을 시작하였다. 1969년 발표한 〈Space Oddity〉가 영국 싱글 차트에서 톱 5에 진입되어 첫 성공이라고 할 것을 거둔다. 시행착오의 기간을 거쳐 1972년 글램 록 시대에 다시 등장하여 화려하고 중성적인 또 다른 자아 지기 스타더스트로 분장하였다. 이 캐릭터로써 보위는 싱글 〈Starman〉 및 앨범 《The Rise and Fall of Ziggy Stardust and the Spiders from Mars》의 성공을 견인하였고 또한 폭넓은 인기를 누린다. 1975년 보위는 스타일을 또 한번 바꾸어 자신이 "플라스틱 솔"이라고 특징지은 사운드를 추구하였으나 이 때문에 많은 영국 팬들이 떨어져나갔다. 그러나 미국에서는 커다란 크로스오버 성공을 거두었다. 1위를 한 싱글 〈Fame〉 및 앨범 《Young Americans》가 이 시대의 대표적 산물이다. 1976년 보위는 컬트 영화 《지구에 떨어진 사나이》에 출연하고 앨범 《Station to Station》을 발표한다. 1977년 다시 한번 스타일을 바꾸어 일렉트로닉을 도입한 앨범 《Low》를 발표한다. 이것은 일명 '베를린 삼부작'으로 통하는 브라이언 이노와의 3개 합작품의 첫 번째 작품으로서 1977년 《"Heroes"》와 1979년 《Lodger》가 그 뒤를 이었다. 이 앨범들은 모두 영국 톱 5에 진입되었을 뿐만 아니라 계속적으로 호평을 듣고 있다.
1970년대 말의 굴곡진 성공 이후로 보위는 세 개의 1위 히트작을 배출해낸다. 바로 1980년 싱글 〈Ashes to Ashes〉, 그 앨범 《Scary Monsters (and Super Creeps)》, 〈Under Pressure〉(1981년 퀸과의 합작품)이 그것이다. 1980년대 《Let's Dance》(1983년)를 비롯하여 어마어마한 성공을 거둔다. 1988년에서 92년 사이 하드 록 밴드 틴 머신을 결성, 리더로서 활동하였으며 93년 다시 솔로 활동을 재개하였다. 1990년대에서 2000년대까지 보위는 다시금 인더스트리얼과 정글 따위의 음악 스타일을 실험하였다. 배우 활동 역시 계속되었다. 1983년 영화 《전장의 크리스마스》에서 잭 셀리어스 소령 역을, 1986년 영화 《사라의 미로여행》에서 고블린 왕 역을, 1988년 영화 《그리스도 최후의 유혹》에서 폰티우스 필라투스 역을, 2006년 영화 《프레스티지》에서 니콜라 테슬라 역을 맡았다. 그 밖에도 많은 영화에 출연하였으며 텔레비전, 카메오 출연도 행하였다. 2004년 순회공연을 중단하였으며 2006년에 이루어진 자선행사에서의 공연이 마지막 실황공연이 되었다. 2013년, 10년 남짓한 녹음중단을 뒤로하고 앨범 《The Next Day》을 발표한다. 그리고 간암으로 뉴욕 자택에서 사망하기 전까지 음악 활동을 이어갔다. 69세 생일과 2016년 앨범 《Blackstar》가 발표된 지 이틀만이었다.
살아생전 보위는 1억 장을 웃도는 음반을 팔아치워 역대 가장 많은 음반을 판 음악인 가운데 한 명이 되었다. 음반판매량인증은 영국에 있어서는 10회 플래티넘, 11회 골드, 8회 실버 앨범 인증을 받았으며 1위를 달성한 앨범을 11장 발표하였다. 미국에 있어서는 5회 플래티넘, 9회 골드 인증을 받았다. 1996년 로큰롤 명예의 전당에 헌액되었다. 《롤링 스톤》은 역사상 가장 위대한 아티스트 중 하나로 그를 선정하였다. 2022년 현재 보위는 21세기에 가장 많은 비닐 음반을 판매한 아티스트다.

## 어린 시절
데이비드 로버트 존스는 1947년 1월 8일 런던 브릭스턴에서 태어났다. 모친 마가렛 메리 "페기"(Margaret Mary "Peggy")는 켄트주 체리턴 근교 숀클리프 군대막사 출신이다. 마가렛의 친할아버지는 아일랜드 이민자로 맨체스터에 정착하였다. 마가렛은 로열 턴브릿지 웰스에 위치한 영화관에서 웨이트리스로 일하였다. 부친 헤이우즈 스텐톤 "존" 존스(Haywood Stenton "John" Jones)는 요크셔주 동카스터 출신으로 아동자선단체 버나도스의 홍보담당자였다. 일가는 브릭스턴과 스톡웰의 경계에 위치한 남런던 자치구 램버스구의 스탠스필드가 40번지에 거주하였다. 보위는 6살 때까지 스톡웰 유아학교에 다녔으며, 타고난 외곬수에 악돌이라는 평판을 얻었다.
1953년부터 보위는 가족들과 비클리로 이주하였고 그다음에는 브롬리 커먼에를 갔다가 1955년 선드리지 파크에 정착하였다. 이곳에서 버트 애시 초등학교에 다녔다. 보위의 목소리는 학교합창대에 "적합하다"고 평가되었고, 리코더 실력은 남들보다도 뛰어났다. 그 나이 9살 되던 해에 새롭게 도입된 음악운동반에서 그가 보여준 춤은 굉장히 창의적인 것이었다. 선생은 그 연기를 보고 어린아이 치고는 "선연히 예술적"이며 그 침착성은 "믿기 힘들 정도"라고 했다. 동년 부친이 미국산 음반을 가져오면서 그의 음악에 관심에 불이 붙었다. 음반의 가수들로는 더 틴에이저스, 더 플래터스, 패츠 도미노, 엘비스 프레슬리(마침 생월일이 같았다), 리틀 리처드 등이 있었는데, 보위는 리틀 리처드의 노래 〈Tutti Frutti〉를 듣고서는 후일에 묘사하기를 "신을 듣는" 것 같았다고 하였다.
보위가 프레슬리를 처음 조우한 것은 사촌 크리스티나가 발표된 직후에 있던 〈Hound Dog〉를 틀며 춤을 추고 있던 것을 봤던 때였다. 크리스티나의 말에 따르면 그녀와 데이비드는 "홀려버린 엘프들처럼" 음반에서 들려오는 다양한 아티스트의 노래에 맞추어 춤을 추었다고 한다. 이듬해 말 보위는 우쿠렐레와 차상자 베이스를 갖게 되었으며, 친구들과 스키플 세션을 하며 연주하였다. 또한 피아노도 치기 시작하였다. 한편 현지의 울프 클럽에서 행해진 프레슬리의 척 베리의 노래로 구성한 그의 무대 연예는 "아주 넋을 빼놓았다 ... 별세계에서 온 사람같았다"고 형용되었다. 아기 때부터 엔터테이너가 됨을 꿈꿔온 아들의 꿈을 독려하기 위하여 1950년대 말 데이비드의 부친은 로열 버라이어티 퍼포먼스를 준비하던 가수들과 그 밖의 다른 공연인들을 만나게 해주었다. 앨마 코건과 토미 스틸이 그들 가운데 하나였다. 일레븐플러스 시험을 치른 이후 보위는 브롬리 기술고등학교에 진학하였다. 전기작가 크리스토퍼 샌드포드가 다음과 같이 쓴바 기술학교 치고는 특이한 곳이었다.
그 지위에도 불구하고 1958년 데이비드가 도착할 당시 그곳은 여느 [영국] 공립학교 못지않게 신비로운 의식이 풍부하였다. 18세기 정치인을 지낸 피트와 윌버포스의 이름을 딴 집들이 존재하였다. 제복이 존재했으며, 정교한 상벌(賞罰) 시스템이 존재하였다. 국어, 과학, 특히나 디자인에 역점을 두었으며, 오웬 프램프턴의 지도 아래 학구적 분위기가 번성하였다. 데이비드의 말에 따르면 프램프턴은 지성이 아닌, 인격의 힘으로써 지도해나가고자 했다. 브롬리 테크의 그의 동료들은 아무도 유명하지 않았음에도 예술에 있어 가장 축복받은 학생을 배출해냈다. 몹시도 민주주의적이었던 제도 아래 프램프턴은 자신의 아들 피터와 데이비드가 음악적 커리어를 걷도록 적극 독려하였으며, 둘의 파트너십은 30년간 잠시도 멀어지지 않았다.

보위의 외가쪽 이복형제 테리 번스야말로 어린 시절 그에게 막대한 영향을 끼친 인물이었다. 번스는 보위보다 10살 손위의 형이었는데 조현병과 발작증이 있었으며, 집과 정신병동을 번갈아가며 살았다. 보위와 같이 살던 와중에 그는 보위에게 평생가는 영향력을 그에게 아로새겼다. 바로 모던 재즈, 불교, 비트 시, 오컬트를 그에게 소개한 것이다. 번스 외에도 보위의 대가족 구성원 가운데 상당수가 조현병증 스펙트럼 장애를 앓고 있었으며, 특히나 이모는 보호시설 신세를 지고 있었으며 다른 한 사람은 뇌절제술을 받기도 했다. 이것은 초기 그의 작품에 영향을 미쳤다.
보위는 예술, 음악, 레이아웃과 조판을 비롯한 디자인을 수학하였다. 번스가 모던 재즈를 소개해준 이래 그가 찰스 밍거스나 존 콜트레인 등에 가지는 열의가 어찌나 컸던지 모친은 1961년 그래프턴 색소폰을 보위에 사주기에 이른다. 보위는 곧 바리톤 색소폰주자 로니 로스의 수업을 받게 되었다. 1962년 벗 조지 언더우드가 한 여자를 두고 그와 격투한 끝에 보위의 왼쪽 눈을 때려 심각한 부상을 입게 한다. 네 달에 걸쳐 병원신세를 지는 동안 일련의 수술을 받았으나, 의사는 부상이 완벽하게는 회복되지 못할 것이라고 단단히 못박아놓았다. 그리하여 보위는 완전치 못한 거리감각과 동공부동증을 안고 살아가게 되었으며, 이것은 그 홍채색을 서로 다르게 만들어 후일에 홍채이색증이 아닌가 하는 설을 만들게도 하였다. 보위는 눈은 어찌되었든 보위에 있어 가장 눈에 띄는 특징이 되었다고 할 수 있다. 이렇듯 보위와 있었던 싸움에도 불구하고 언더우드는 그와 좋은 사이를 유지했으며, 언더우드는 보위의 초기 앨범의 미술을 담당하기도 했다.

## 경력

### 1962–1967: 초기 경력과 데뷔 앨범의 발표까지

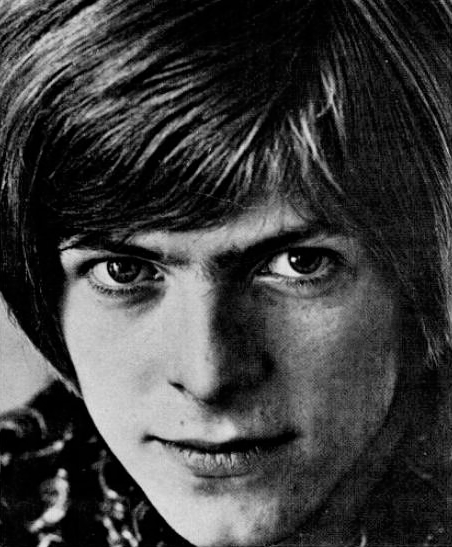
1967년경 광고사진에서의 보위

1962년 15세가 되던 해 보위는 자신의 첫 밴드 더 콘라즈(the Konrads)를 결성한다. 기타를 중심으로 한 로큰롤을 동네 청년모임이나 결혼식에서 연주하고는 했는데 천변만화하는 라인업은 4명일 때도 8명일 때도 있었다. 언더우드가 그중의 한 명이었다. 이듬해 보위는 기술학교를 퇴학하고 부모에게 팝 스타가 되겠노라는 자신의 꿈을 알렸다. 모친은 전기기술자의 조수로서 고용되도록 주선을 해주었다. 콘라즈의 멤버들이 다들 유명해지는 데 시큰둥하자 좌절감을 느낀 보위는 더 콘라즈를 떠나 다른 밴드로 옮기는데 더 킹 비스(the King Bees)라는 모임이었다. 그는 마침 세탁기 사업으로 부자가 된 사업가 존 블룸에게로 편지를 띄웠는데 그 내용이 이러했다. "비틀즈를 위해 브라이언 엡스타인이 해준 일을 우리에게 해주시오. 그리고 또 한번 누거만을 벌어봅시다." 블룸은 이 제안에 응하지는 않았으나 딕 제임스의 파트너 레슬리 콘으로 이첩하여 보위의 첫 개인 매니지먼트 계약이 성립되었다.
콘은 서둘러서 보위의 홍보를 진행하였다. 데뷔 싱글 〈Liza Jane〉이 데이비 존스와 더 킹 비스의 명의를 달고 발표되었으나 이렇다 할 성공은 없었다. 더 킹 비스에서도 불만족을 느끼고, 만날 하울링 울프나 윌리 딕슨의 커버를 하는 데 질려버린 보위는 이곳도 떠나버리고 이번에는 더 매니시 보이스(the Manish Boys)라는 블루스 그룹에 들어갔다. 포크와 솔을 버무린 음악을 하는 그룹이었다. 보위는 "나는 믹 재거가 되고자 했습니다"라고 후일 회고하였다. 여기서 발표한 바비 블랜드의 〈I Pity the Fool〉의 커버는 〈Liza Jane〉과 견주어 더 나을 게 없는 성적이었다. 그리하여 보위는 또 다시 팀을 옮겨버렸는데 더 노어 서드(the Lower Third)라는 더 후의 영향을 크게 받은 블루스 트리오로 이적하였다. 여기서 발표한 〈You've Got a Habit of Leaving〉마저 실패하자 콘과의 계약은 파탄을 맞이하고 말았다. 대중음악계를 떠나 "새들러스 웰스에서 무언극을 배워보겠다"고 선언한 보위였으나 더 로우 서드를 탈퇴하지는 않았다. 새롭게 매니저가 돼준 랄프 호턴은 그와 파이 레코드를 계약시키는 데 있어 큰 공헌을 한다. 랄프는 그가 솔로 아티스트로 전향하는 데에도 크게 영향을 주었다. 홍보담당자 토니 해치는 보위와 계약하는 대신 자작곡을 쓰는 것을 그 조건으로 했다. 1960년대 중반 더 몽키스의 데이비 존스와 이름으로 혼란을 가져오자 보위는 예명을 데이비드 보위로 바꿔버렸다. 이 이름은 19세기의 미국 개척자 제임스 부이와 그가 유행시킨 그의 칼 이름에서 따온 것이었다. 1966년 처음으로 데이비드 보위 명의로 싱글이 나왔으니 더 로어 서드와 녹음한 〈Can't Help Thinking About Me〉였다. 그러나 전작과 같이 이렇다 할 성공은 없었다.
이 싱글의 발표 뒤 보위는 다소는 호턴의 영향으로 더 로어 서드를 탈퇴하고, 파이에서 두 개의 싱글을 발표한다. 바로 〈Do Anything You Say〉와 〈I Dig Everything〉이다. 두 곡 모두 더 버즈(the Buzz)라는 새로운 밴드를 동원하여 녹음하였는데, 그 이후에 데람 레코드라는 곳과 계약을 체결하였다. 당시 보위는 더 라이엇 스쿼드라는 곳에도 적을 두고 있었는데, 여기서 녹음한 보위의 자작곡 하나와 벨벳 언더그라운드의 곡들을 녹음한 것은 지금껏 미발표 상태에 있다. 호턴이 소개한 케네스 피트라는 사람이 보위의 매니저를 승계하였다. 1967년 4월 발표된 솔로 싱글 〈The Laughing Gnome〉는 속도를 빨리함으로써 보컬의 피치를 높힌 것으로서 노움을 묘사한 노래였는데 차트 성적은 꽝이었다. 6주 뒤에 발표된 그의 첫 앨범 《David Bowie》은 팝, 사이키델리아, 뮤직 홀을 버무려낸 것이었는데 같은 운명을 맞이하고 말았다. 이후 2년간 보위는 아무것도 발표하지 못한다. 그해 9월 보위는 〈Let Me Sleep Beside You〉와 〈Karma Man〉을 녹음하는데 싱글로서 출반하는 데 데람에게 거절당하고 1970년까지 발표되지 못했다. 이 두 곡의 특기할 점이라면 이후 보위와 오랫동안 한솥밥을 먹게 될 프로듀서 토니 비스콘티와의 첫 작업물이라는 데 있다.

### 1968–1971: 《Space Oddity》, 《Hunky Dory》
아방가르드 연극, 무언극에서 코메디아 델라르테에 이르기까지 린제이 켐프 아래서 극예술을 수학하면서 보위는 점차 세계에 선보일 페르소나의 창조에 몰두하게 되었다. 영국감옥에서의 삶을 풍자적으로 나타낸 보위의 자작곡 〈Over The Wall We Go〉가 1967년 오스카가 불러 싱글로 발표되었다. 이듬해 보위의 또다른 자작곡 〈Silly Boy Blue〉가 빌피 퓨리의 가창을 통해 발표되었다. 통기타를 치는 허마이오니 파딩게일이 보위와 기타리스트 존 허친슨을 뭉쳐 피더스(Feathers)라는 그룹을 만들었다. 1968년 9월에서 69년 초까지 3인조는 포크, 머지비트, 시, 무언극을 섞은 소규모의 콘서트를 여러 번 열었다.
파딩게일의 그룹이 해산된 이후 보위는 메리 피니간이라는 여자의 집에서 하숙인 노릇을 했다. 1969년 2월에서 3월까지 보위는 마크 볼런의 듀오 티라노사우루스 렉스와 더불어 짧은 투어를 떠났으며 서드 온 더 빌(third on the bill)을 명의로 무언극을 공연했다. 1969년 7월 11일 아폴로 11호의 발사에서 5일 앞선 날 〈Space Oddity〉를 발표, 영국에서 톱 5의 히트를 기록한다. 파딩게일과의 작업으로 인하여 로큰롤과 블루스와의 거리를 계속 떨어뜨리게 된 보위는 피니건, 크리스티나, 오스트롬, 배리 잭슨에 조력하여 일요일 밤마다 베커넘 시내중심가에 위치한 스리 턴스 펍(Three Tuns pub)이라는 포크 클럽을 같이 운영하였다. 이 클럽은 아츠 랩 운동의 영향을 받은 것이었는데 베커넘 아츠 랩으로 발전되어 크게 그 이름을 떨치게 된다. 아츠 랩은 현지 공원에서 무료 페스티벌을 열고는 했는데, 이것을 주제로 삼은 것이 보위의 곡 〈Memory of a Free Festival〉이다.
동년 11월 보위의 두 번째 앨범 《David Bowie》가 영국에서 발표되었다. 전작과 그 이름이 같았기에 다소 혼란을 불러일으켰으며, 미국에서는 《Man of Words/Man of Music》이라는 다른 제목을 달고 나왔다. 이후 1972년 RCA 레코드를 통해 《Space Oddity》 제하에 전세계에서 재발표되었다. 평화, 사랑, 도덕성 따위를 주제삼은 달관한 듯한 포스트히피적 가사와 그것을 이따금씩 뒷받침하는 하드한 록이 특징인 이 앨범은 발표 당시에는 큰 상업적 성공을 거두지는 못했다.
1969년 5월 보위는 안젤라 버넷을 만나게 된다. 둘이는 1년만에 결혼한다. 보위에 대한 그녀의 영향력은 즉각적이었으며, 보위의 커리어에 있어서의 그녀의 영향력은 아주 막대한 것이었다. 안젤라는 먼저 보위가 불만을 품고 있던 매니저 켄 피트의 영향을 제한하였다. 〈Space Oddity〉로서 솔로 아티스트로서의 입지를 확고히 한 보위는 무언가 결핍되어 있음을 느끼게 된다. "공연과 녹음을 위한 풀타임 밴드—개인적으로 터놓고 지낼 수 있는 사람들"이 필요해진 것이다. 이 결점은 보위의 예술적 라이벌이자 그의 세션 기타리스트로 뛰고 있던 마크 볼런으로 인하여 크게 부각되었다. 보위가 조직한 밴드는 보위가 아츠 랩에서 만난 드러머 존 캠프리지, 베이스주자 토니 비스콘티, 전자기타주자 믹 론슨으로 구성되었다. 하이프로 이름된 이 밴드에서 밴드원들은 각자 더 스파이더스 프롬 마스의 글램 스타일의 시초라고 볼 수 있는 캐릭터를 만들었으며, 정교한 코스튬을 제작해 입었다. 런던 라운드하우스에서의 처참한 공연실패 이후 이들은 보위를 솔로 아티스트로 내세우는 배치로 돌아가기로 결의하였다. 이들의 초기 스튜디오 작업은 보위와 캠브리지 간의 열띤 의견충돌로 인하여 파탄이 났다. 보위가 캠브리지의 드럼 스타일을 걸고 넘어진 것이었다. 문제는 골이 난 보위가 드러머를 가리켜 이렇게 소리치면서 정점에 이르렀다. "네가 내 앨범을 망쳤어(You're fucking up my album)." 캠브리지는 결국 그룹을 탈퇴하고 믹 우드맨시로 교체되었다. 머지 않아 보위는 자신의 매니저를 해고해버리고 토니 디프라이스로 대체하였다. 그 결과 피트와 수년간의 소송전이 벌어졌으며 보위는 피트에게 보상금을 지급해야 했다.
스튜디오 세션은 계속되었고 그 결과물이 1970년 보위의 세 번째 앨범 《The Man Who Sold the World》이었다. 이번 앨범은 조현병, 편집증, 망상을 주제삼은 것이었다. 《Space Oddity》 시절에 선보인 통기타와 포크록 스타일과 결별하여 보다 하드 록한 사운드를 보여주는 것이 특징이다. 미국에서의 홍보를 위하여 머큐리 레코드는 대륙횡단 홍보 순회공연의 자금을 대주었고 보위는 1971년 1월과 2월에 라디오 방송국과 그 밖의 매체에서 인터뷰를 진행하였다. 보위의 중성적인 모습을 십분 활용한 두 달 뒤 공개된 영국반의 표지에는 보위가 드레스를 입은 모습이 담기었다. 이 드레스를 보위는 인터뷰 때도 입고 나왔으며 이것은 평론가들의 지지를 얻었다. 특히 《롤링 스톤》의 존 멘델슨은 보위를 두고 "기가 막히게 아름다우며, 당황스럽게도 로런 버콜을 연상시키기도 한다"고 했다. 다만 세간의 반응은 그렇지 못했다. 지나가는 사람들의 웃음거리가 되기도 했으며 한 남성은 총을 꺼내들고 "내 궁둥이에나 키스해라(kiss my ass)"고 이르기도 했다.

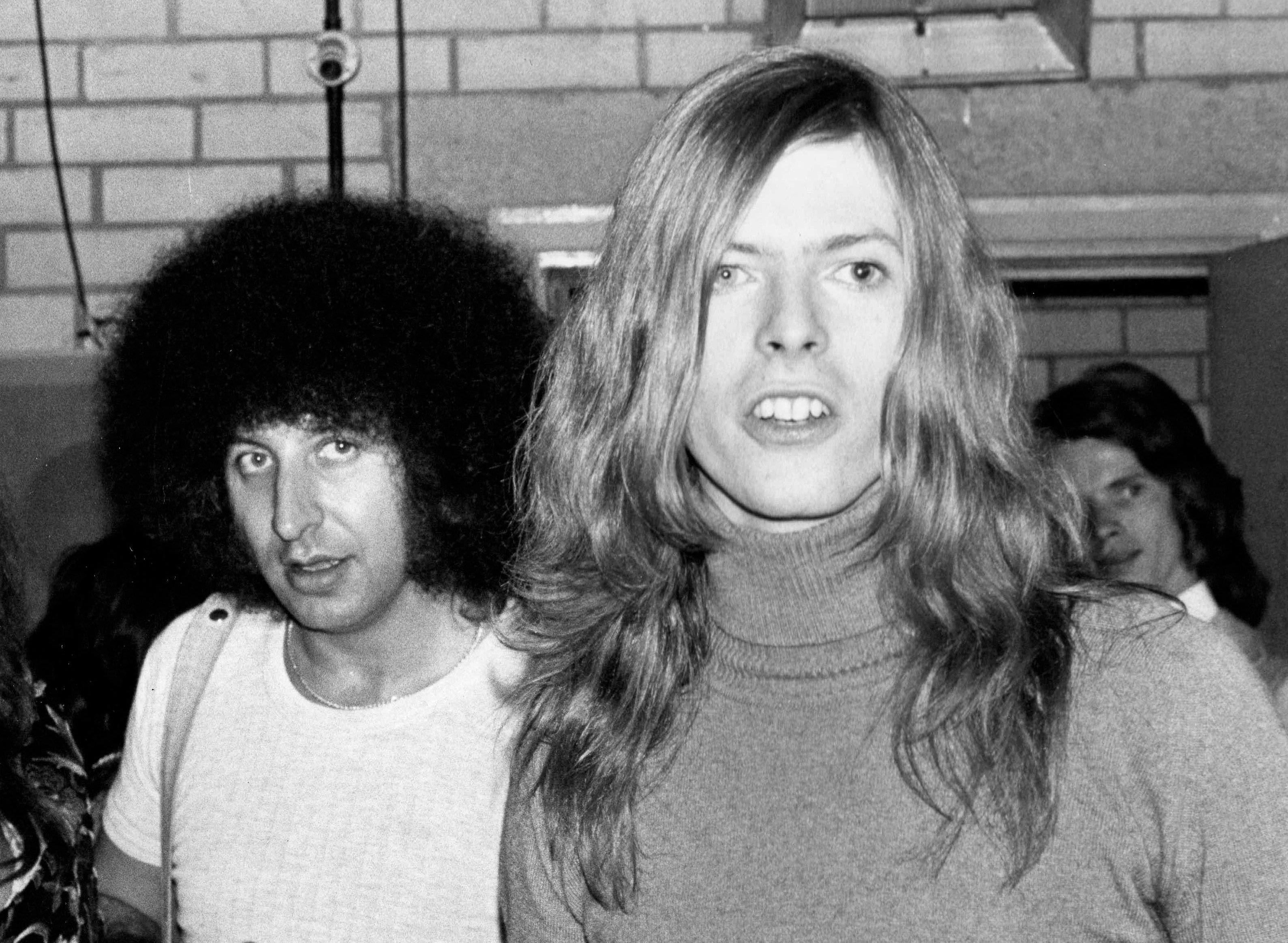
1971년 런던의 라운드하우스의 앤디 워홀스 포크에서 보위와 토니 디프라이스.

순회공연의 와중에 보위는 후일에 지기 스타더스트의 캐릭터를 형성케 만드는 두 명의 중요한 미국인 프로토펑크 아티스트를 만나게 된다. 이기 팝의 페르소나와 루 리드의 음악을 합친 "궁극의 팝 아이돌"의 탄생이었다. 한 여자친구는 회상하기를 보위가 "칵테일 냅킨에 이기 혹은 지기라는 이름의 미치광이 록 스타를 써갈겼다"고 했으며, 영국으로 돌아오자마자 보위는 선언하되 "꼭 화성에서 내려온 듯한 모습의" 캐릭터를 만들겠노라 했다. 성이 되는 '스타더스트'는 보위과 순회공연 와중에 받은 레코드에 쓰인 이름 '레전더리 스타더스트 카우보이'에서 따온 것이었다. 보위는 훗날 2002년의 앨범 《Heathen》에서 〈I Took a Trip on a Gemini Space Ship〉를 커버하기도 하였다.
비스콘티의 돈을 사용하여 만들어진 1971년의 《Hunky Dory》는 보위가 켄 스콧과 트레버 볼더의 역할을 대신하여 프로듀싱하고 베이시스트도 맡은 앨범이다. 아트 팝과 멜로딕한 팝 록으로 선회했음을 특징으로 삼는다. 쉽게 쓰인 〈Kooks〉는 5월 30일 출생한 자신의 아들 던컨 조위 헤이우드 존스에게 바치는 곡이었다. 조위라는 이상스러운 이름은 그리스말 zoe에서 따온 것이다. 이 밖에도 이 앨범은 보다 진지한 문제들을 탐구하고 있으며, 〈Song for Bob Dylan〉, 〈Andy Warhol〉, 〈Queen Bitch〉는 직선적인 오마주의 형태를 띠는 곡이다. 〈Queen Bitch〉는 벨벳 언더그라운드의 영향이 돋보이는 곡. 처음에는 RCA 레코드에서 발표되었으나, 상업적으로 실패하였다. 이것은 부분적으로는 음반사의 홍보부족에서 기인한다.

### 1972–1974: 글램 록 시대

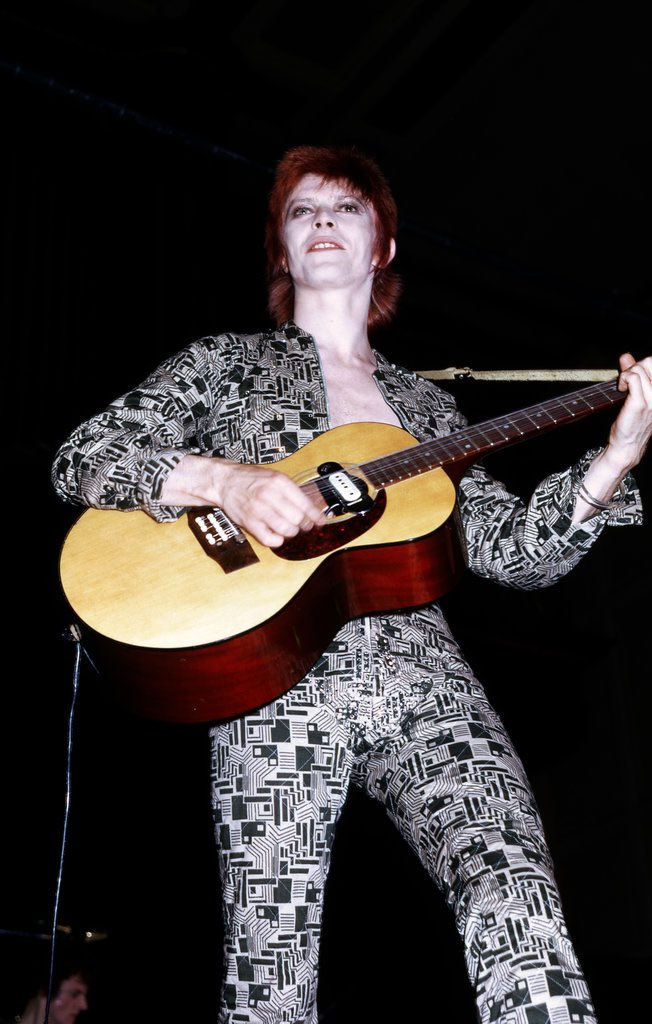
1972년-1973년경의 지기 스타더스트 투어에서

확 튀는 코스튬을 착용하고 적갈색으로 머리를 물들인 보위는 1972년 2월 10일 최초로 더 스파이더스 프롬 마스—론슨, 보더, 우드맨시—와 함께 지기 스타더스트 쇼를 킹스턴어폰템스의 톨워스에 소재한 토미 저그 펍에서 출범시킨다. 이 쇼는 대단히 유명해졌으며 보위를 일약 유명인사로 만들어주었다. 이다음 6개월 동안 영국을 가로질러 투어를 하면서 버클리의 말대로 "보위 추종자"를 만들어내기도 하였다. 이것은 "특별했다—그 영향력은 오랫동안 이어졌고, 그 힘은 팝 팬덤에 있어 견줄 것이 없을 정도로 강력했을 것이다." 동년 《The Man Who Sold the World》의 하드한 록의 요소와 《Hunky Dory》의 살짝 실험적인 록과 팝을 절충한 앨범 《The Rise and Fall of Ziggy Stardust and the Spiders from Mars》가 6월 발표되었으며 이것은 글램 록을 사실상 정의내리는 앨범으로 평가받고 있다. 4월 앨범에 앞서 싱글로 나온 〈Starman〉은 보위의 영국에서의 인기를 보다 공고히 시켜주었다.
7월의 《톱 오브 더 팝스》 공연에 뒤따라서 싱글과 앨범 양자 모두 차트에 즉각 올라갔으며, 앨범은 2년간 차트에 머물렀으며 나온 지 6개월이 지났던 《Hunky Dory》도 그에 동참하였다. 동시에 보위가 모트 더 호플에게 주려고 쓰고 프로듀싱한 앨범 미수록 싱글 〈John, I'm Only Dancing〉과 〈All the Young Dudes〉가 영국에서 히트를 쳤다. 지기 스타더스트 투어는 미국에서 계속되었다.
동년 루 리드의 앨범 《Transformer》에서 배킹 보컬, 건반, 기타에 기여하고 믹 론슨과 더불어 프로듀싱을 맡는다. 이듬해 보위는 이기 팝과 함께 더 스투지스의 앨범 《Raw Power》를 프로듀싱하고 믹싱한다. 1973년 자신의 차기 앨범 《Aladdin Sane》이 영국 차트에서 정상에 도달함으로써 보위 최초의 1위 앨범이 탄생한다. 보위 자신이 "미국으로 간 지기"라고 표현한 이 앨범은 지기 투어의 초기 파트에서 미국을 가로지르며 여행하는 동안 쓰인 곡을 담았으며, 투어는 이 새로운 앨범을 홍보키 위해 일본에서 계속되었다. 《Aladdin Sane》에서는 〈The Jean Genie〉와 〈Drive-In Saturday〉가 싱글컷되었으며 톱 5에 올랐다.
보위의 연기에 대한 사랑은 보위가 음악을 위해 창조시킨 캐릭터에 푹 빠지게 만들었다. "무대 밖에서 저는 로봇이랍니다. 무대 위에서야 비로소 감정을 갖게 돼요. 그래서 데이비드로 있기보다 지기로 분장하기를 선호하나 봅니다"라고도. 그러한 만족감이 있었지만 한편으로 개인사적인 문제가 따라왔다. 같은 배역을 거푸 소화하고 또 소화하다 보니 지기 스타더스트—후일의 더 신 화이트 듀크에서도 똑같이—라는 페르소나와 자신의 무대 밖에서의 성격을 분리시키기가 어렵게 된 것이다. 보위가 말하되 "수년간이나 나를 홀로 두지 않았습니다. 그것 때문에 모든 게 틀어져버렸어요. 제 모든 성격에 영향을 미쳤거든요. 대단히 위험한 것이 되었어요. 제 분별력을 의심할 수밖에 없었죠." 했다. 《Ziggy Stardust》와 《Aladdin Sane》의 곡들을 포함시킨 지기 공연의 후기 파트는 엽기적인 무대 연출을 곁들인 초연극적(ultra-theatrical)인 무언가가 되었다. 예컨대 보위가 스모의 샅바마저도 벗어젖히거나 론슨의 기타를 가지고 오럴 섹스 흉내를 내는 등이었다. 1973년 7월 3일 런던의 해머스미스 오데온에서 보위는 지기로서 투어를 가지고 기자회견을 열었는데, 극적이고도 갑작스럽게 무대 위에서 "은퇴"선언을 했다. 마지막 공연은 촬영되어 1979년 초연된 영화 《지기 스타더스트 앤드 더 스파이더스 프롬 마스》에 실렸으며 이 영화는 1983년 상업적 발매를 시작했다.
더 스파이더스 프롬 마스의 해산 이후 보위는 자신의 지기 페르소나를 바꾸고자 하였다. 보위의 이전 앨범들도 이제는 수요가 매우 높아졌다. 1972년 《Space Oddity》와 함께 《The Man Who Sold the World》가 재발매되었다. 《Hunky Dory》의 수록곡 〈Life on Mars?〉가 1973년 6월 싱글컷되어 영국 싱글 차트에서 3위를 달성하였다. 9월에는 같은 차트에서 보위의 1967년 노블티 레코드 〈The Laughing Gnome〉이 6위를 달성하였다. 보위의 1960년대 최애곡들의 커버 모음집인 《Pin Ups》가 같은 해 10월에 발표되었으며, 더 맥코이스의 〈Sorrow〉의 커버가 싱글컷되어 영국에서 3위에 올랐으며, 앨범 자체는 1위를 달성하여 보위를 1973년의 베스트셀링 아티스트로 만들어주었다. 이것은 보위의 앨범 6장이 동시에 영국 차트에 오르는 상황을 만들어내기도 했다.

### 1974–1976: "플라스틱 솔"과 더 신 화이트 듀크

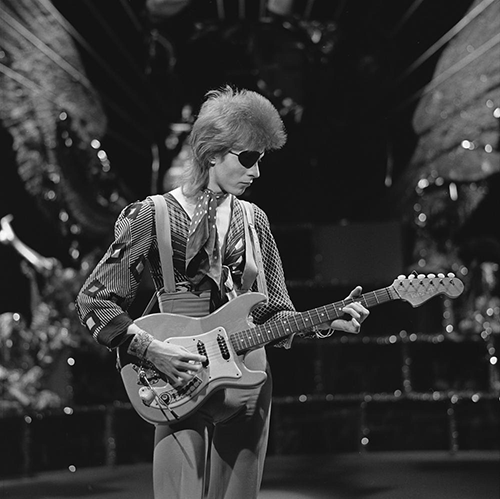
1974년 《톱팝》에서 〈Rebel Rebel〉을 공연하는 보위

1974년 보위는 도미하여 처음에는 뉴욕 시에 머물렀다가 이후 로스앤젤레스에 거주하게 되었다. 동년 발표된 《Diamond Dogs》는 보위가 솔과 펑크로 전향하고 있음을 보여주었으며, 이 앨범은 두 개의 뚜렷한 아이디어에서 탄생되었다. 포스트아포칼립스스러운 거친 미래 도시를 기반으로 한 뮤지컬과 조지 오웰의 《1984년》을 음악으로 옮겼다는 설정이 그것이다. 이 앨범은 영국에서 1위를 달성했으며, 미국에서는 5위를 달성하였다. 아울러 〈Rebel Rebel〉과 〈Diamond Dogs〉가 싱글컷되어 큰 히트를 쳤다. 이 앨범의 홍보를 위하여 보위는 1974년 6월에서 12월까지 북미의 각 도시를 돌며 다이아몬드 독스 투어를 진행하였다. 토니 바질이 연출을 맡아보았으며, 사치스럽게 제작된 극적 특수연출과 고액의 제작비가 들어간 무대공연을 앨런 옌토브가 촬영하였다. 그 결과물인 다큐멘터리 《크랙드 액터》에서 보위는 창백하고 야윈 모습이었다. 순회공연을 하면서 보위는 코카인을 대량 사용하였으며, 이것은 결국 중독으로 이어졌으며, 또한 중증지체쇠약과 편집증, 정서적 문제를 불러일으켰다. 보위는 훗날 이 투어의 라이브 앨범 《David Live》의 제목이 "데이비드 보위는 살아있으며, 멀쩡하고, 이론에서만 살아간다(David Bowie Is Alive and Well and Living Only in Theory)"였었어야 했다 술회하였다. 《David Live》는 그럼에도 오히려 슈퍼스타로서의 보위의 입지를 굳건케 해주었으며 영국에서 2위, 미국에서 8위를 달성하였다. 또한 싱글컷된 에디 플로이드의 〈Knock on Wood〉의 커버는 영국에서 10위의 히트를 기록하였다. 필라델피아에서 휴식을 취한 후 이곳에서 새로운 곡들을 녹음한 보위는 솔에 새롭게 역점을 둔 투어를 재개하였다.

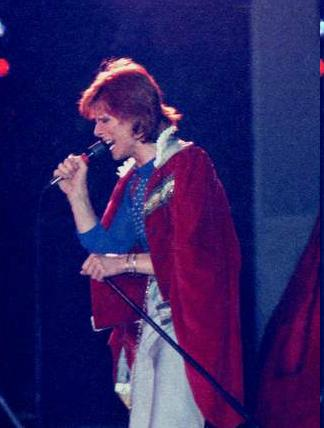
1974년 다이아몬드 독스 투어에서 공연하는 보위

필라델피아에서의 녹음세션의 결과물이 1975년 앨범 《Young Americans》이었다. 샌드포드는 쓰되 "수년간 많은 영국 로커들이 어떻게든 흑인음악에서 더 나아가고자 노력했다. 보위가 지금 한 것과 같이 몇몇은 성공을 거두어냈다."고 했다. 이 앨범의 사운드는 보위가 "플라스틱 솔"이라고 이름한 것이었는데, 이같은 급진적인 스타일의 변화로 인하여 많은 영국의 보위 추종자들이 소원함을 느끼게 되었다. 《Young Americans》가 배출한 존 레논과의 공동작곡품 〈Fame〉으로 보위는 미국에서 처음으로 1위 달성을 이룬다. 레논은 이 싱글에서 배킹 보컬로 참여했으며 카를로스 알로마도 그러했다. 레논은 보위의 작품에 대하여 "좋지만, 이건 그저 로큰롤에 립스틱을 바른 게 아닌가"라고 발언했다. 미국의 버라이어티 쇼 《솔 트레인》에 처음으로 출연한 백인 아티스트 가운데 한 명이 되는 영예를 얻은 보위는 여기서 〈Fame〉과 〈Golden Years〉를 마임으로 공연하였다. 〈Golden Years〉는 원래 엘비스 프레슬리에게 주려고 만든 곡이었으나 거절을 당하여 11월 싱글로 발표하였다. 《Young Americans》는 영미 양국에서 모두 상업적으로 성공하였으며 이때 1969년의 싱글 〈Space Oddity〉가 재발매되어 보위의 첫 영국 1위 히트를 기록하였으며 마찬가지로 미국에서 몇 달 후에 〈Fame〉이 같은 히트를 기록하였다. 바야흐로 슈퍼스타로서 확고히 입지를 다져놓은 보위였으나, 샌드포드의 말에 따르면 "그의 모든 음반판매량(《Ziggy Stardust》 한 앨범만 해도 백만장을 웃돌게 판매하였음)에도 불구하고 본질적으로는 잔돈으로밖에 존재하지 않았다." 1975년, 일찍이 5년 전 피트를 해고했을 때도 그랬던 것처럼 보위는 자신의 매니저를 격론중에 해고해버린다. 이후 수개월간의 오랜 법적분쟁 끝에 샌드포드가 묘사한 바와 같이 보위는 "자신의 장래의 벌어들일 돈들이 산산이 흩어져가는 것"을 목도한다. 그것도 "특히 디프라이즈에게 유리한 조건으로". 그리고는 "자신을 웨스트 20번가에 틀어박히게 한 이후 그곳에서는 일주일간 그의 아우성이 굳게 걸어잠긴 다락방에서 들려왔다." 협상 와중에 그의 변호사가 된 마이클 립먼이 새롭게 보위의 매니저가 되었다. 이듬해 립먼도 보위에 의해 해고당하고 두둑한 돈을 챙겨 나갔다.

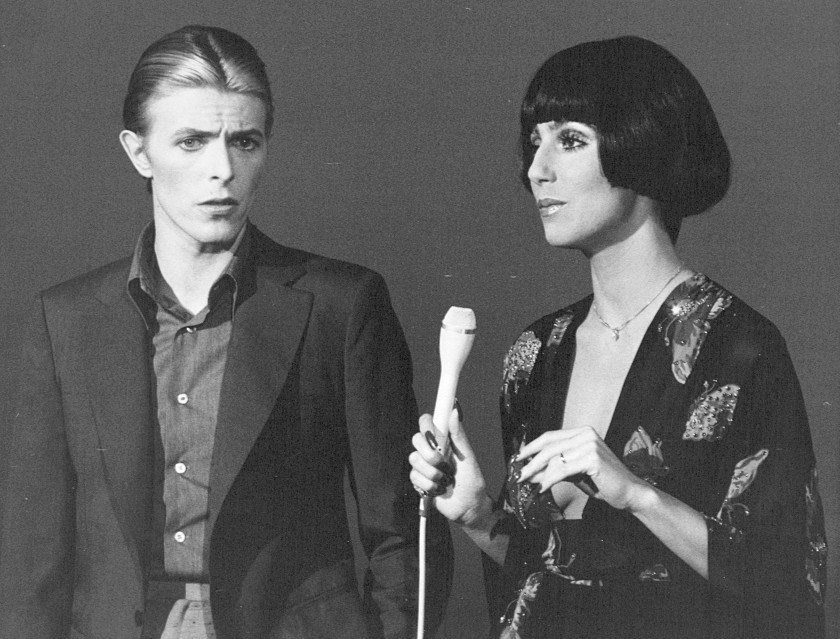
1975년 버라이어티 쇼 《셰어》에서 셰어와 공연하는 보위. 이는 보위에 있어 첫 미국 방송출연이었다.

보위와 해리 마슬린이 프로듀싱한 1976년 앨범 《Station to Station》의 타이틀 트랙은 보위의 새로운 페르소나 '더 신 화이트 듀크'의 무대가 되어주었다. 비주얼적으로 이 캐릭터는 보위 자신이 같은 해 출연한 영화 《지구에 떨어진 사나이》에서 분한 외계인 토머스 제롬 뉴턴의 연장선상에 있는 것이었다. 《Young Americans》의 펑크와 솔을 더욱 발전시킨 《Station to Station》의 강한 신시사이저 편곡은 뒷날 크라우트록에 영향을 받을 그의 차기작을 예시하는 것으로도 볼 수 있다. 바야흐로 마약 중독이 보위에 있어 미치는 영향이 러셀 하티가 그를 자신의 런던 위켄드 텔레비전 토크 쇼에서 앨범의 홍보투어와 관련하여 인터뷰했을 때 공공연히 드러났다. 위성방송으로 나갈 인터뷰가 시작되려하기 직전에 스페인의 독재자 프란시스코 프랑코의 사망 소식이 전해졌다. 보위는 스페인 정부가 라이브 뉴스피드를 내보낼 수 있도록 위성방송을 포기할 것을 요청받았으나 거절하였다. 그리하여 인터뷰는 계속되었다. 하티와의 기나긴 대화 와중에 보위는 일관성이 없었고, "넋이 나간 듯"이 보였다. 보위의 분별력이 후일 자신이 인정하였듯 코카인으로 뒤틀려버린 것이다. 같은 해 보위는 마약을 과다복용하기를 여러 번 하였고 그러면서 신체적 약화는 두드러져만 갔다.
1976년 1월 《Station to Station》이 발표되고 2월 3+1⁄2개월 가량의 콘서트 투어가 유럽과 북미에서 진행되었다. 극명히 밝은 세트를 특징으로 삼는 아이솔라 – 1976 투어는 앨범의 곡들 즉 드라마틱하고 긴 타이틀 트랙, 발라드 〈Wild Is the Wind〉와 〈Word on a Wing〉, 파격적인 〈TVC 15〉과 〈Stay〉 등을 강조하였다. 앨범의 녹음과 투어를 위해 뭉친 핵심 밴드—리듬 기타리스트 카를로스 아로마, 베이시스트 조지 머레이, 드러머 데니스 데이비스—는 1970년대를 관통하여 굳건한 그룹으로 계속되었다. 이 투어는 대단히 성공하였으나, 정치적 논란으로 인하여 곤경에 빠진다. 보위는 스톡홀름에서 "영국은 파시스트 지도자의 혜택을 누릴 수 있다"고 발언하였으며, 러시아-폴란드 국경에서는 나치 물건을 소지한 것으로 세관에 구속되었다.

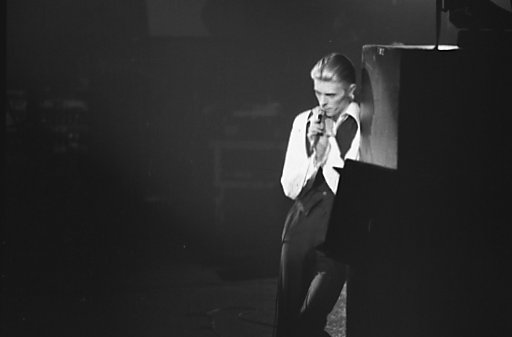
1976년 토론토 메이플 리프 가든스에서 더 신 화이트 듀크로 분장하고 나타난 보위

문제는 5월 런던에서 '빅토리아 역 사건'으로 알려진 일로 하여 정점으로 치닫는다. 오픈톱 메르세데스 컨버터블을 타고 나타난 보위는 운집한 군중들에게 손을 흔들면서 자칫 나치 경례로 보일 수 있는 손짓을 취하였으며, 카메라가 이 순간을 포착하여 《NME》에서 보도되었다. 보위는 사진사가 단지 손을 흔들던 가운데 자신을 찍었을 따름이라 해명하였다. 훗날 보위는 친파시즘적인 발언들과 자신이 중독 중이던 기간과 더 신 화이트 듀크로서 활동하던 기간에 보인 행위들을 자책하였다. "제가 정신이 나가 있었습니다. 완전히 미쳤던 거지요. 당시에 저는 신화에 경도되어 있었습니다 ... 모든 게 다 히틀러나 우익에 관련된 것들이었습니다 ... 저는 아서왕을 발견한 것입니다." 훗날에 《타임스》에 극작가 앨런 프랭크스가 기고한 바에 따르면 "그는 실로 '정신이 나가 있었다'. 마약에 빠져 극도로 나쁜 경험을 한 것이다." 보위를 이렇듯 수렁에 빠뜨린 마약 중독은 그를 소외시킨 로스앤젤레스에서 보낸 시간과 큰 관련이 있다. 자신의 바람둥이 성격과 파시즘에 대하여 논한 1980년 인터뷰에서 보위는 로스앤젤레스야말로 "모든 게 시작된 곳입니다."라 하면서 "그 망할 곳은 지구상에서 쓸어내버려야 합니다. 로큰롤에 관련되어 무언가 하거나 로스앤젤레스에서 산다는 것은, 제가 생각기에 재앙으로 향함에 다름 아닙니다. 사실이 그렇습니다."라고 하였다.
중독에서 회복한 이후 보위는 자신의 발언들에 대해 사죄하였고 80년대와 90년대에 걸쳐 유럽 정치계와 미국 음악계의 인종주의를 비판하였다. 그럼에도 불구하고 보위의 파시즘에 대한 발언들과 1976년 에릭 클랩튼이 술에 취해 파키스탄 이민자들에 대한 망언한 일은 인종주의에 반대하는 록을 성립시키는 데 일조한다.

### 1976–1979: 베를린 시대

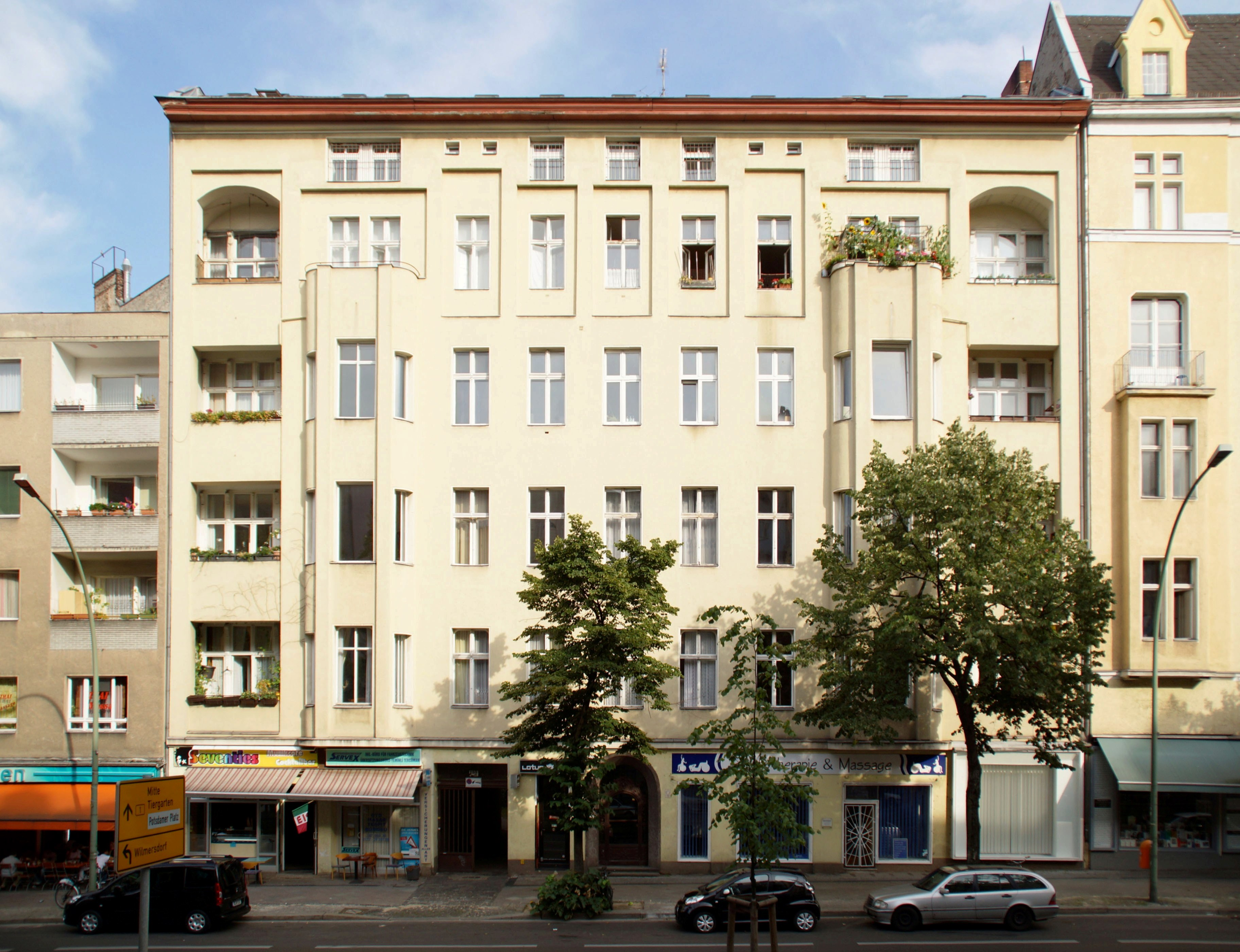
베를린 쇠네베르크에 소재한 아파트. 보위는 이곳에서 1976년에서 78년까지 살았다.

1976년 말 보위는 급성장하는 독일의 음악 신에 관심을 갖게 되고, 또 자신의 마약중독 건도 있고 하여 서베를린으로 신속히 이주하게 되었으며, 이것은 지금까지의 삶을 청산하고 경력을 재활성시키는 기회가 되었다. 이곳에서 보위는 자주 쇠네베르크 Hauptstraße에 위치한 자신의 아파트에서 베를린 장벽 근처 크로이츠베르그의 Köthener Straße에 위치한 자신이 이용하던 녹음 스튜디오인 한사 톤스튜디오로 자전거로 오고가곤 하였다. 브라이언 이노와 공동작업하고 이기 팝과 아파트를 같이 쓰던 와중에 보위는 미니멀리스트, 앰비언트 음악에 집중하기 시작하였으며, 그 성과가 토니 비스콘티와 공동 프로듀싱하여 후일에 베를린 삼부작으로 알려지게 될 앨범 중 첫 작품이 된다. 동시대 이기 팝은 보위와 공동작곡가, 음악가로서 이기의 완전한 첫 솔로 데뷔 앨범 《The Idiot》과 그 후속작 《Lust for Life》를 발표하였으며 1977년 3월, 4월에 걸쳐 영국, 유럽, 미국을 돌며 투어를 진행하였다.

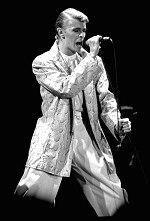
1978년 노르웨이 오슬로에서 공연하는 보위

부분적으로 크라프트베르크와 노이!의 크라우트록 사운드에 영감을 받은 1977년 앨범 《Low》는 보위의 작곡작사 방식이 보다 추상적인 형태로 이동하였음을 보여주었다. 가사는 산발적이고 또 선택적인 것이 되었다. 보위는 앨범 작업을 1976년 11월에 마무리지었으나 음반사 선정에 애를 먹어 발표에는 3개월의 시간이 더 걸렸다. 발표 당시 이 앨범은 비평적으로 부정적인 평가를 얻었다. 이 앨범을 발표했던 RCA에서는 굳건한 상업적 모멘텀을 지키기를 바랐기에 이는 환영받지 못할 일이었다. 보위의 전 매니저인 토니 디프라이즈가 보위의 일과 관련하여 상당한 재정적 관심을 유지하고 있었기에 그것을 피하고자 노력했다. 이같은 나쁜 예감에도 불구하고 《Low》는 영국 3위 달성 싱글 〈Sound and Vision〉을 배출해냈으며, 앨범 자체의 성적은 《Station to Station》보다도 뛰어나 영국 차트에서 2위를 달성하는 기염을 토한다. 현대작곡가 필립 글래스는 1992년 《Low》를 두고 "천재의 작품"이라 칭송하였고, 자신의 작품 《Symphony No. 1 "Low"》의 밑바탕으로 가져다 썼다. 그 후로도 글래스는 보위의 다음 앨범을 또 가져다 써서 1996년 작품 《Symphony No. 4 "Heroes"》를 만들었다. 글래스는 "단순한 작품으로 위장된, 매우 정교한 음악작품"을 창조해내는 그의 재능을 칭송했다. 아울러 1977년에는 런던 레코드에서 보위가 데람 시대(1966–67)에 발표하였던 10곡을 LP에 담아 발매하였다.
《Low》의 미니멀리스트에 호응하며 기악적 어프로치를 취한 삼부작의 두 번째 작품 《"Heroes"》가 1977년가 발표되었다. 팝과 록을 보다 더한 정도로 통합시킨 이 앨범은 보위가 기타리스트 로버트 플립을 영입시켜 만든 것이다. 《Low》와 같이 이 앨범 역시 냉전의 시대정신을 분명히 피력하고 있으며, 베를린이라는 쪼개진 도시를 상징적으로 구현했다. 백색소음생성기, 신시사이저, 고토에 이르기까지 다양한 음원들을 통합시켜 만든 앰비언트 사운드가 특징인 이 앨범은 또다른 히트작이 되었다. 영국에서 3위를 달성, 타이틀 트랙은 영국에서 24위에 올라 오랜 인기를 누렸으며, 수개월 내에 독일과 프랑스 양국에서도 발표되었다. 그해 말 보위는 마크 볼란의 텔레비전 방송 《마크》에서 노래를 공연하였으며, 이틀 뒤에 빙 크로스비의 마지막 CBS 텔레비전 크리스마스 스페셜에 출연하여 크로스비와 〈Peace on Earth/Little Drummer Boy〉와 〈The Little Drummer Boy〉를 불렀다. 5년 후인 1982년 크리스마스날 이 듀엣은 전세계적으로 히트를 기록했으며 영국 3위를 달성하기 이른다.
《Low》와 《"Heroes"》의 완성을 본 보위는 1978년의 대부분을 아이솔라 II 월드 투어에 할애하였다. 12개국에서 70회의 콘서트를 개최하였고 백만명에 달하는 관중이 찾아와 베를린 삼부작의 두 앨범의 수록곡들을 들었다. 바야흐로 보위는 마약중독에서 벗어나게 되었다. 전기작가 데이브 버클리가 쓰되 아이솔라 II는 "지난 5년간 무대에 오르기 전 막대한 양의 코카인으로 보위 자신이 스스로를 마취시키지 않은 첫 투어일 것이다. ... 마약이 가져다준 망각 상태도 이제는 사라졌고, 그는 바야흐로 친구를 사귀고 싶다고 생각할 정도로 멀쩡한 정신상태를 가지게 되었다." 같은 해 투어의 부산물로서 실황앨범 《Stage》가 녹음, 발표되었다. 보위는 아울러 세르게이 프로코피예프의 클래식 작품 《피터와 늑대》의 각색판에서 나레이션을 녹음하였으며, 이것은 1978년 5월 앨범으로 발표되었다.
보위 자신이 "세 폭 제단화"로 비유한 삼부작의 마지막 작품 《Lodger》(1979)는 먼젓번의 두 작품의 미니멀리스트, 앰비언트 성질을 피하고 도리어 베를린 시대 이전의 드럼, 기타 기반의 록·팝에 불완전히 돌아간 사운드를 보여주었다. 그 결과물은 곳곳에 비서양적 음계를 도입한 뉴 웨이브와 월드 뮤직의 복잡한 혼합체였다. 일부 트랙은 이노와 피터 슈미트가 만든 완곡한 전략이라는 카드를 사용하여 작곡하였다. 〈Boys Keep Swinging〉은 밴드 멤버들이 악기를 바꿔 들고 연주하였으며, 〈Move On〉은 보위의 초기 작곡인 〈All the Young Dudes〉의 코드를 거꾸로 연주한 것을 가져다 썼다. 〈Red Money〉는 전에 이기 팝과 작곡에 두었던 작품 〈Sister Midnight〉의 배킹 트랙을 채용하였다. 이 앨범은 스위스에서 녹음되었다. 발표 전 RCA 멜 일베르먼은 이 앨범을 표현하기를 "압박과 기술로 인하여 소외되고 희생된 집 없는 방랑자를 하숙인으로 그려낸 콘셉트 앨범"이라고 했다. 또한 샌드포드는 "큰 기대를 모으며 미심쩍은 선택과 더불어 서둘러 진행되었으며, 이 프로덕션으로 인하여 15년간의 보위와 이노의 파트너십은 종국을 맞이하게 되었다"고 썼다. 《Lodger》는 영국에서 4위에 올랐으며 미국에서는 20위였다. 아울러 영국에서는 히트 싱글로 〈Boys Keep Swinging〉와 〈DJ〉를 배출하였다. 그해 말 보위와 앤지는 이혼 절차를 밟기 시작했으며, 수개월 후의 법정 다툼으로 결혼생활은 1980년 초를 기하여 끝을 맞이하였다.

### 1980–1988: 뉴 로맨틱과 팝 시대

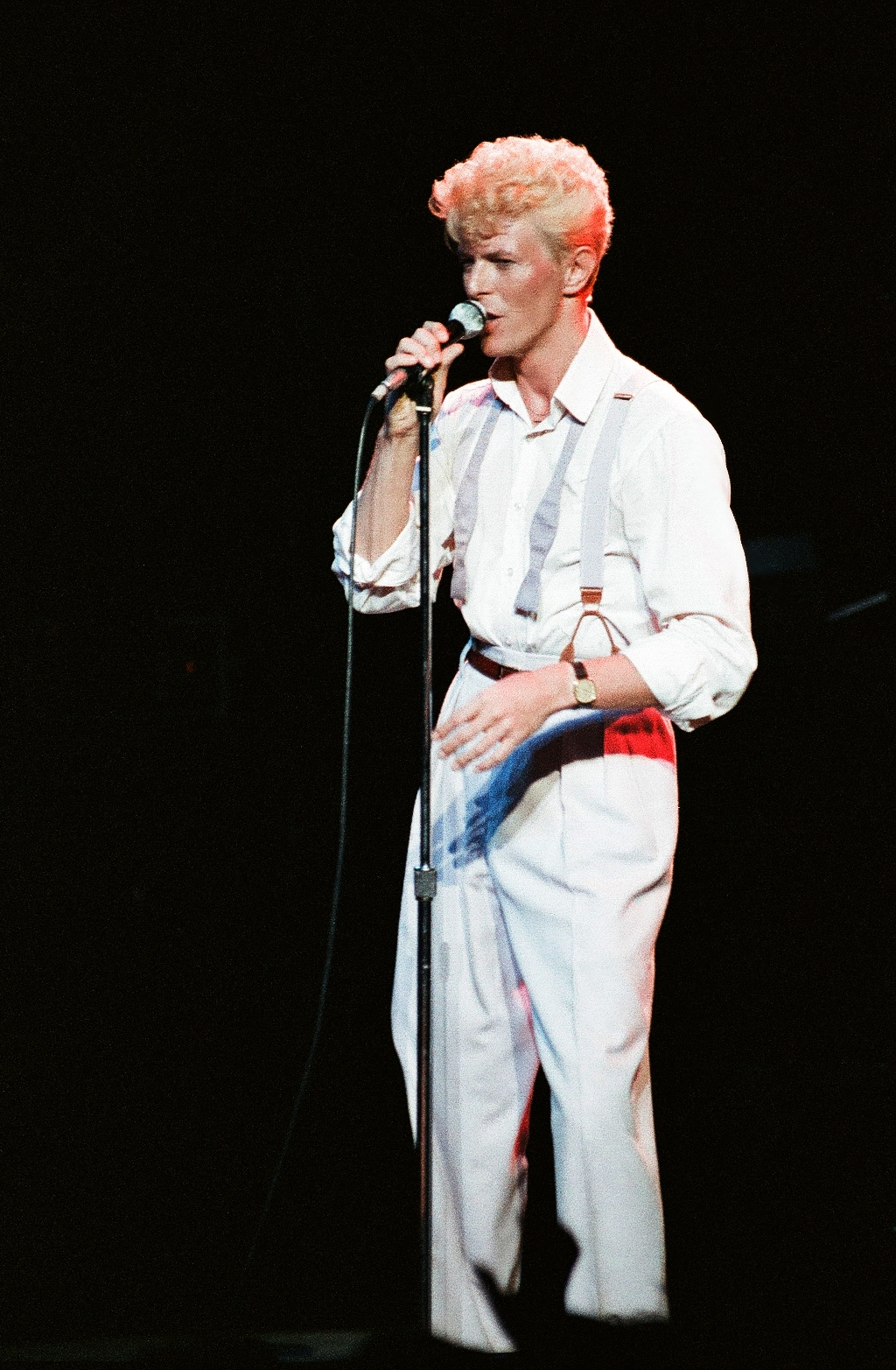
1983년 시리어스 문라이트 투어에서

1980년 발표된 앨범 《Scary Monsters (and Super Creeps)》는 1위 싱글 히트곡 〈Ashes to Ashes〉를 만들어낸다. 기타신시자이저주자 척 해머의 텍스처 작업과 〈Space Oddity〉의 톰 소령을 다시 불러온 것을 특징으로 삼는다. 이 곡으로 하여 비주류문화였던 뉴 로맨틱 운동은 햇빛 아래로 부상한다. 보위가 런던의 클럽 '블리츠(Blitz)'—뉴 로맨틱의 온상—에서 뮤직비디오 촬영을 위해 레귤러(밴드 비세이지의 스티브 스트레인지를 비롯하여) 수 명을 영입한 일이었는데, 이 일은 가장 혁신적인 것 중 하나로 유명해졌다. 《Scary Monsters》가 비록 베를린 시대에 성립된 원칙에 따라 만들어졌기는 했어도 평론가 사이에서는 음악적으로나 가사적으로나 보다 직설적이 되었다고 평가되었다. 이 앨범의 하드 록의 강렬함에는 로버트 플립, 척 해머, 피트 타운젠드가 기여한 눈에 띄는 기타연주가 포함되어 있다. 〈Ashes to Ashes〉가 영국 차트에서 1위를 차지하면서, 보위는 7월 29일부터 브로드웨이에서 5개월간 무대에 선보인 《엘리펀트 맨》에서 존 메릭 역을 맡아 연기하였다.
1981년 퀸과 손잡고 싱글 〈Under Pressure〉 단 한 곡을 발표하였다. 이 듀엣은 크게 히트를 쳐 보위는 세 번째 영국 1위 싱글을 만들어냈다. 1982년 BBC의 텔레비전 각색판 베르톨트 브레히트의 연극 《바알》에서 주역을 맡아 분하였다. 이 프로그램의 방송에 발맞추어 베를린에 있을 시절 녹음한 연극의 5트랙짜리 EP가 《David Bowie in Bertolt Brecht's Baal》 제하에 발표되었다. 1982년 3월 폴 슈레이더의 영화 《캣 피플》이 나오기 한 달 전 타이틀 곡 〈Cat People (Putting Out Fire)〉가 싱글로 발표되어 미국에서 큰 히트를 기록했고 영국에서는 톱 30에 진입되었다.
1983년의 앨범 《Let's Dance》로 하여 보위는 자신의 인기와 상업적 성공의 정점에 오른다. 칙의 닐 로저스와 공동 프로듀싱한 이 앨범은 영미 양국에서 플래티넘 인증을 받았다. 아울러 양국에서 싱글컷된 세 개의 싱글이 모두 톱 20에 들었으며 타이틀 트랙은 물경 1위를 달성하였다. 〈Modern Love〉와 〈China Girl〉는 각각 영국에서 2위를 달성하였으며, "몰입도있는" 이 두 곡의 홍보영상은 전기작가 데이비드 버클리가 쓰기로는 "팝 세계에 있어 핵심적인 원형을 활성화시켰다... 나어린 오스트레일리아 원주민 커플을 중심으로 하여 이야기가 전개되는 'Let's Dance'는 '청소년'을 겨냥한 것이고, 엉덩이를 내어보인(후에 부분적으로 검열됨) 해변에서의 사랑나누기 신(영화 《지상에서 영원으로》의 오마주)은 MTV에서 헤비 로테이션으로 내보내기 충분할 정도로 성적으로 도발적이었다." 스티비 레이 본이 〈Let's Dance〉에서 게스트 기타리스트로 참여하여 솔로를 연주하였는데, 그 파트에서 보위는 마임을 하고 있다. 1983년 보위는 당대 가장 중요한 비디오 아티스트 가운데 한 명으로 부각되었다. 앨범의 발표 이후 시리어스 문라이트 투어가 진행되었으며, 보위는 기타리스트 얼 슬릭과 배킹 보컬리스트로 프랭크, 조지 심스를 대동하였다. 6개월간 진행된 이 월드 투어는 극도로 큰 인기를 누렸다. 1984년의 MTV 비디오 뮤직 어워드에서 보위는 첫 출범하는 비디오 뱅가드 어워드를 비롯하여 두 개 상을 탔다.

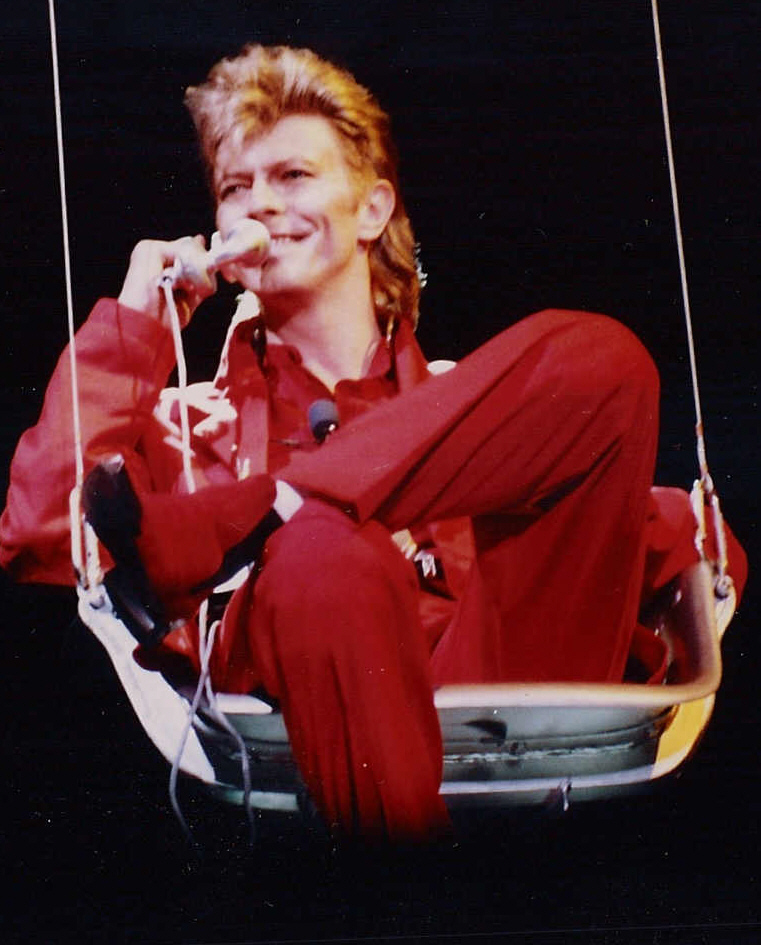
1987년 글라스 스파이더 투어에서 공연중의 보위

1984년의 《Tonight》는 또다시 댄스 지향의 앨범으로서 보위가 티나 터너, 그리고 또 한번 이기 팝과 공동작업한 것이었다. 여러 커버 곡이 실린 이 앨범의 수록곡 중에는 1966년의 비치 보이스의 히트곡 〈God Only Knows〉도 포함되어 있었다. 이 앨범은 대서양 양편에서 톱 10 히트를 기록한 〈Blue Jean〉을 배출시켰으며, 아울러 《재즈인 포 블루 진》이라는 단편영화 제작에 영감을 주어 보위에게 그래미 어워드 최우수 단편 뮤직비디오상을 안겨주었다. 1985년 웸블리 스타디움에서 개최된 에티오피아 기근구휼 자선음악회 라이브 에이드에서 공연하였다. 행사 와중에 보위와 믹 재거가 듀엣하여 부른 자선용 싱글의 영상이 초연되었다. 〈Dancing in the Street〉는 발표되기 무섭게 빠르게 1위를 달성하였다. 같은 해 《위험한 장난》의 사운드트랙의 수록곡 가운데 한 곡인 〈This Is Not America〉를 팻 매스니 그룹과 작업하였다. 싱글로 발표된 이 곡은 영미에서 톱 40의 히트를 기록하였다.
1986년 영화 《철부지들의 꿈》의 배역을 받아 연기하였다. 평론가에게 혹평받은 영화였으나, 영화의 주제가 〈Absolute Beginners〉는 영국 차트에서 2위를 달성하여 체면치레를 했다. 아울러 동년 짐 헨슨의 영화 《사라의 미로여행》에서 고블린 왕 자레스를 연기하였으며, 이 영화의 삽입곡도 써서 작곡가 트레버 존스와 5개 곡을 작곡하였다. 80년대 보위 최후의 앨범 《Never Let Me Down》이 1987년에 발표되었으며, 이 앨범에서 보위는 먼젓번의 두 앨범의 가벼운 사운드를 버리고 대신에 인더스트리얼/테크노 댄스의 강렬함이 살아있는 하드 록을 도입하였다. 영국에서 6위를 달성한 이 앨범은 또한 〈Day-In, Day-Out〉, 〈Time Will Crawl〉, 〈Never Let Me Down〉의 세 싱글을 배출하여 히트를 기록케 했다. 보위는 훗날 이 앨범을 자신의 "밑바닥"이며 "끔찍한 앨범"이라고 깎아내렸다. 《Never Let Me Down》을 홍보키 위해 9회의 기자회견을 가졌으며 86회의 콘서트로 이루어진 글라스 스파이더 투어가 5월 30일부터 시작되었다. 보위의 배킹 밴드에 리드 기타리스트로 피터 프램프턴이 합류하였다. 당대의 평론가들은 이 투어를 오버프로듀싱되었다고 비방했으며, 특수효과와 댄싱을 비롯한 현대의 스타디움 록 트렌드에 영합한 것에 불과하다고 하였으나, 후년 평론가들은 이 투어가 다른 아티스트 예컨대 브리트니 스피어스, 마돈나, U2 등에 미치는 강력함과 영향력에 대해서는 인정하고 있다.

### 1989–1991: 틴 머신
1989년 보위는 솔로활동을 잠시 그만두기로 하고 1970년대 초 이래 처음으로 상대적으로 익명성이 있는 밴드의 멤버로서 활동을 시작하였다. 하드록 4인조 틴 머신은 보위가 기타리스트 리브스 가브렐스와 실험적인 작업을 하면서 대강 얼러지게 되었다. 라인업이 완성된 것은 토니 폭스 세일즈와 헌트 세일즈가 합류하면서부터였다. 보위는 1970년대 말부터 이들을 알고 있었다. 토니는 베이스, 헌트는 드럼을 치며 이기 팝의 1977년 앨범 《Lust for Life》에 참여했던 것이다. 세일즈 형제는 미국의 코미디언 겸 배우 수피 세일즈의 아들이다.

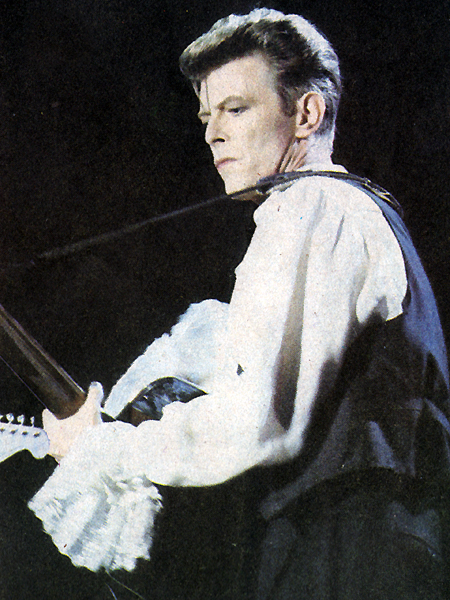
1990년 칠레에서 열린 사운드+비전 투어에서

틴 머신이 민주주의의 기치를 내걸고 활동하기는 했으나, 보위가 작사작곡도 하고 의사결정도 하는 사실상 보위 독점의 밴드였다. 틴 머신의 데뷔 앨범인 1989년의 《Tin Machine》은 발매 당시는 유명했으나, 그 정치적 가사는 보편적인 인정을 받지 못하였다. 보위는 한 곡을 설명하기를 "네오나치의 흥기를 극히 단순화하고, 순진하게, 급진적으로 또 타기(唾棄)하는 것"이라 했다. 샌드포드는 쓰되 "이 앨범은 용기내어 마약, 파시즘, TV에 대한 맹렬한 비난에 나섰다 ... 그 문학적 수준이 만화책 수준에 머물러 있지만 말이다."라 했다. EMI는 "설교하는 듯한 가사" 뿐만 아니라 "단조로운 음악"과 "미니멀리스트 내지는 아예 아무것도 만들지 않은 것"에 대해 불만을 표했다. 그럼에도 영국에서 이 앨범은 3위를 달성하고 골드 인증까지 받았다.
틴 머신의 첫 월드 투어는 상업적으로 성공하였으나, 보위의 출연이 다만 밴드 멤버에 불과하다는 사실은 그들—팬들과 평론가들도 똑같이—에 있어 마뜩잖은 것이었다. 틴 머신의 일련의 싱글들이 차트 진입에 실패한 뒤로 EMI와의 의견충돌로 인하여 보위는 음반사를 나간다. 관중들이나 평론가들이 그러했듯이 보위 자신도 스스로가 단지 밴드의 일개 멤버밖에 안 된다는 사실이 못마땅해졌다. 틴 머신은 두 번째 앨범의 제작도 시작하였으나 보위는 틴 머신 활동을 잠정 중단해놓고 자신의 솔로 활동을 재개해버렸다. 7개월 동안의 사운드+비전 투어에서 초기 히트곡들을 공연한 보위는 다시금 상업적 성공과 호평을 일구어낼 수 있었다.
1990년 10월 앤지와 이혼한 지 십년이 되던 해 보위와 소말리 출신 슈퍼모델 이만이 쌍방의 친구를 통하여 소개를 받았다. 보위는 그날을 이렇게 회고한다. "우리가 만난 그날 나는 자식의 이름을 생각하고 있었습니다 ... 정말로 급작스러운 것이었어요." 1992년 둘이는 결혼한다. 같은 달 틴 머신은 앨범의 작업을 속행하였으나 청자들과 평론가들은 첫 앨범에 너무 실망했던 나머지 거의 관심을 가지지 않고 만다. 《Tin Machine II》는 발표되자마자 널리 홍보되었고, 또한 커버 아트로 인하여 때아닌 홍역을 치른다. 앨범 제작이 시작될 즈음 새로운 음반사 빅터에서, 보위가 "몹시 아름다운 취향"이라 극찬한 쿠로스 알몸상을 "그릇되고 외설적인 이미지를 보인다" 하여 에어브러싱과 인물상을 비외설적이게끔 보수할 것을 요구하였다. 틴 머신은 다시금 투어에 나섰으나, 실황앨범 《Tin Machine Live: Oy Vey, Baby》은 상업적으로 실패하였고, 밴드는 사이가 소원해졌으며, 가브렐스와 계속 공동으로 작업하고 싶어했던 보위였으나 솔로 활동을 계속할 수밖에 없게 되었다.

### 1992–1998: 일렉트로닉 시대
1992년 4월 20일 보위는 프레디 머큐리 트리뷰트 콘서트에 등장하였다. 퀸의 싱어가 죽은 지 1년이 되던 때였다. 〈'Heroes'〉와 〈All the Young Dudes〉를 부르는 한편 머큐리의 보컬 파트를 담당한 애니 레녹스와 함께 〈Under Pressure〉를 불렀다. 콘서트 와중에 웸블리 스타디움에서 보위는 무릎을 꿇고 주님의 기도를 낭독하였다. 그로부터 나흘 뒤 보위와 이만은 스위스에서 결혼식을 올렸다. 둘이는 로스앤젤레스로 날아가 부동산을 알아보는 것을 계획하였으나, 통행금지령에 호텔에 감금당하듯 들어앉아 있을 수밖에 없게 되었다. 1992년 로스앤젤레스 폭동이 둘이가 도착한 날 시작했던 것이다. 둘이는 대신 뉴욕에 둥지를 틀기로 결정한다.

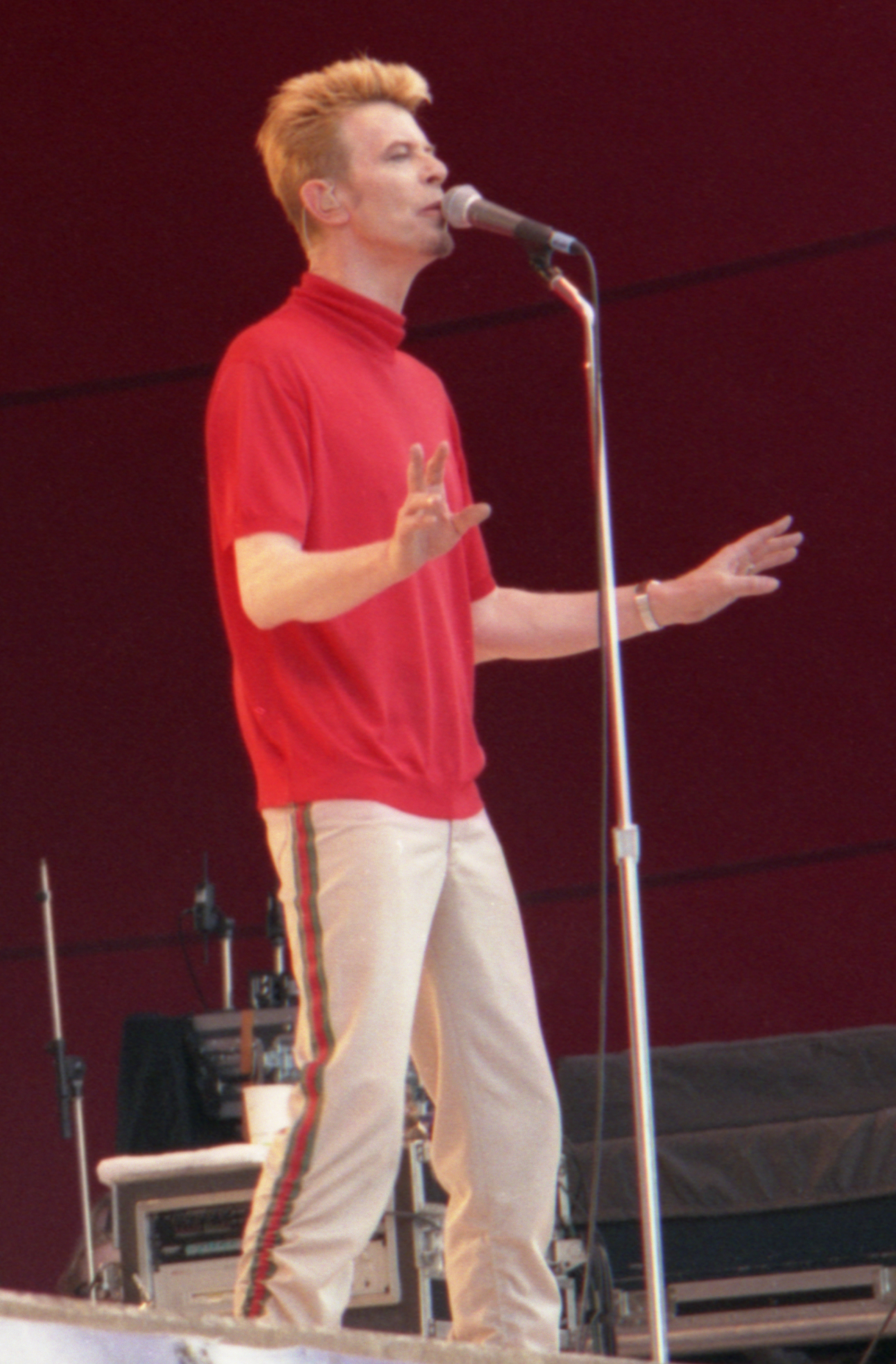
1997년 핀란드 투르쿠에서 공연하는 보위

1993년 보위는 틴 머신을 나간 이래로 처음으로 앨범을 발표하였는데 바로 솔, 재즈, 힙합의 영향을 받은 《Black Tie White Noise》이다. 일렉트로닉 악기의 사용이 두드러지는 이 앨범은 보위가 《Let's Dance》 이래로 오랜만에 재결합한 프로듀서 닐 로저스와 제작한 것으로 보위는 이 앨범을 통해 자신의 유명세를 재확인하게 된다. 영국 차트에서 1위를 달성하였을 뿐만 아니라 톱 40 히트곡을 3개나 배출한 것이다. 톱 10의 싱글로 〈Jump They Say〉가 있었다. 보위는 1993년 앨범 《The Buddha of Suburbia》에서 또 한번 새로운 방향으로 나아갔다. 이것은 하니프 쿠레이시의 소설을 각색한 BBC 텔레비전 방송판의 촉탁을 받아 완성한 음악의 사운드트랙 앨범으로 비록 타이틀 트랙만이 텔레비전 방송에 쓰였으나 소설의 주제를 구현한 음악 역시 앨범에 수록되어 있다. 일찍이 《Black Tie White Noise》에서 소개되었던 새로운 요소들을 담은 것도 있으며 또한 보위의 얼터너티브 록을 향한 움직임을 시사해주기도 한다. 이 앨범은 평론가로부터 호평을 받았으나 억제하여 발표한 감이 있는지라 차트 성적은 최고 87위로 낮았다.
1995년 이노와 재결합한 보위는 의사(擬似)인더스트리얼 앨범 《Outside》를 발표한다. 원래 이 앨범은 예술과 살인을 주제로 한 비선형적 내러티브의 첫 편으로 기획된 것이었다. 보위 자작의 단편 이야기의 캐릭터를 빌려온 이 앨범은 영미 양국의 차트에서 성공하였으며 영국에서 톱 40의 싱글을 세 개나 배출해냈다. 그러나 팬들과 평론가들의 호평과 혹평섞인 반응에 보위는 아웃사이드 투어에서 나인 인치 네일스를 자신의 투어 파트너로 점찍었다. 유럽과 북미의 각 도시에서 1995년 9월에서 1996년 2월까지 진행된 이 투어에서 가브렐스가 보위 기타리스트로서 돌아와 연주하였다. 1997년 보위는 뉴욕 매디슨 스퀘어 가든에서 자신의 쉰 살됨을 50번째 생일 콘서트에서 축하하였다. 보위는 여기서 자신의 노래와 게스트로 참여한 루 리드, 푸 파이터스의 데이브 그롤, 더 큐어의 로버트 스미스, 더 스매싱 펌킨스의 빌리 코건, 픽시스의 블랙 프랜시스, 소닉 유스의 곡 역시 불렀다.
영국의 정글과 드럼앤베이스의 요소들을 통합한 1997년 앨범 《Earthling》은 영미 모두에서 상업적·비평적으로 성공을 거두었으며, 앨범에서 〈Little Wonder〉와 〈Dead Man Walking〉의 두 개 싱글이 싱글컷되어 영국에서 톱 40의 히트를 기록하였다. 파울 페르후번의 영화 《쇼걸》의 보위 작곡의 삽입곡 〈I'm Afraid of Americans〉이 이 앨범에서 재녹음되으며 싱글 발표를 위해 트렌트 레즈너의 리믹싱을 거쳤다. 레즈너가 참여한 이 곡의 뮤직비디오가 헤비 로테이션으로 방영되어 이 곡의 미국 빌보드 핫 100에서의 16주 머무름에 기여하였다. 역시 레즈너가 이그제큐티브 프로듀서로 참여한 1997년의 《로스트 하이웨이》 사운드트랙은 보위의 《Outside》의 수록곡 〈I'm Deranged〉을 재탕하여 다시 믹싱하여 첫 곡과 마지막 곡으로 삼은 앨범이다. 1997년 2월 12일 보위는 할리우드 명예의 거리의 별을 수여받았다. 어스링 투어가 유럽과 북미에서 1997년 6월에서 11월까지 진행되었다. 1997년 11월 보위는 BBC의 칠드런 인 니드의 자선싱글 〈Perfect Day〉을 취입하였으며 영국에서 1위를 기록하였다. 보위는 1998년 영화 《야러그래츠》의 삽입곡 〈(Safe in This) Sky Life〉를 위해 비스콘티와 합류, 녹음하였다. 이 곡은 비록 파이널컷에서 잘려나갔으나 후일에 재녹음되어 보위의 2002년 싱글 〈Everyone Says 'Hi'〉의 B면에서 〈Safe〉라는 제목으로 발표되었다. 이 재결합은 또다른 곡을 낳게 하였는데 바로 비스콘티와 공동프로듀싱을 맡은 플라시보의 노래 〈Without You I'm Nothing〉의 한정판 싱글 발표 버전이다. 이 곡에서 보위는 원곡의 보컬에 호응하여 하모니를 부르고 있다.

### 1999–2012: 신고전주의자 시대

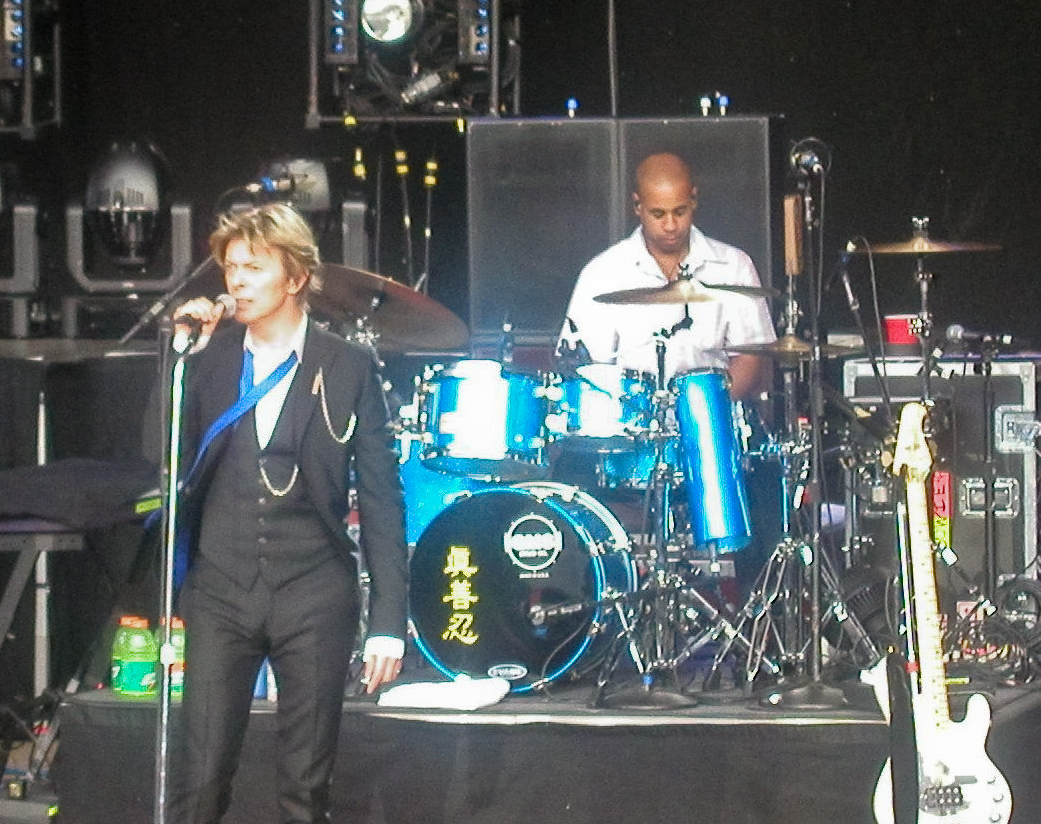
2002년 스털링 캠프벨과 히든 투어 와중 무대에서

1999년 보위와 가브렐스는 《오미크론: 더 노마드 솔》의 사운드트랙을 제작하였다. 이 게임에는 보위와 이만의 생김새를 본뜬 캐릭터가 있는데 두 사람이 각자 닮은 캐릭터의 역의 성우를 맡았다. 동년 《오미크론》의 수록곡을 재녹음한 것과 보위 자신이 개최한 '사이버 노래경연대회'의 우승자 알렉스 그랜트가 작사한 곡도 수록한 앨범 《Hours》가 발표되었다. 실황용 악기의 광범한 사용이 두드러지는 이 앨범은 보위가 헤비한 일렉트로니카에서 벗어났음을 보여주었다. 《Hours》 및 1999년 중반의 앨범 《VH1 Storytellers》는 보위가 공연자 겸 작곡가로서 가브렐스와 가진 협력관계의 종말을 나타내었다. 보위의 초기 작곡들을 재녹음하고 그 밖에 새로운 곡을 세 개 준비한 앨범 《Toy》의 세션이 2000년경 착수되었으나, 2021년까지 공식적으로 발표되지 못한 상태에 있었다. 보위와 비스콘티는 협력관계를 계속해나갔으며, 완전히 새로운 곡으로 채워넣은 앨범을 제작하였다. 바로 2002년 앨범 《Heathen》이다.
2000년 6월 25일 보위는 영국의 글래스톤베리 페스티벌에서 두 번째 출연을 성사시킨다. 첫 출연에서 30년이 흐른 시점이었다. 공연의 실황은 사후 2018년 11월에 라이브 앨범으로 발표되었다. 6월 27일 보위는 런던 BBC 라디오 시어터에서 콘서트를 공연하였다. 이것은 컴필레이션 앨범 《Bowie at the Beeb》에 실려 발표되었다. 여기에는 1968년에서 1972년까지의 BBC 녹음 세션의 것도 포함된다. 8월 15일 보위와 이만 사이의 딸이 출생하였다. 불교에 대한 보위의 관심은 그가 티베트 불교인의 대의를 돕게 만들었다. 2001년 2월과 2003년 2월 티베트 하우스 US를 지원하고자 뉴욕 카네기 홀에서 열린 콘서트에서 공연을 펼친 것이다.

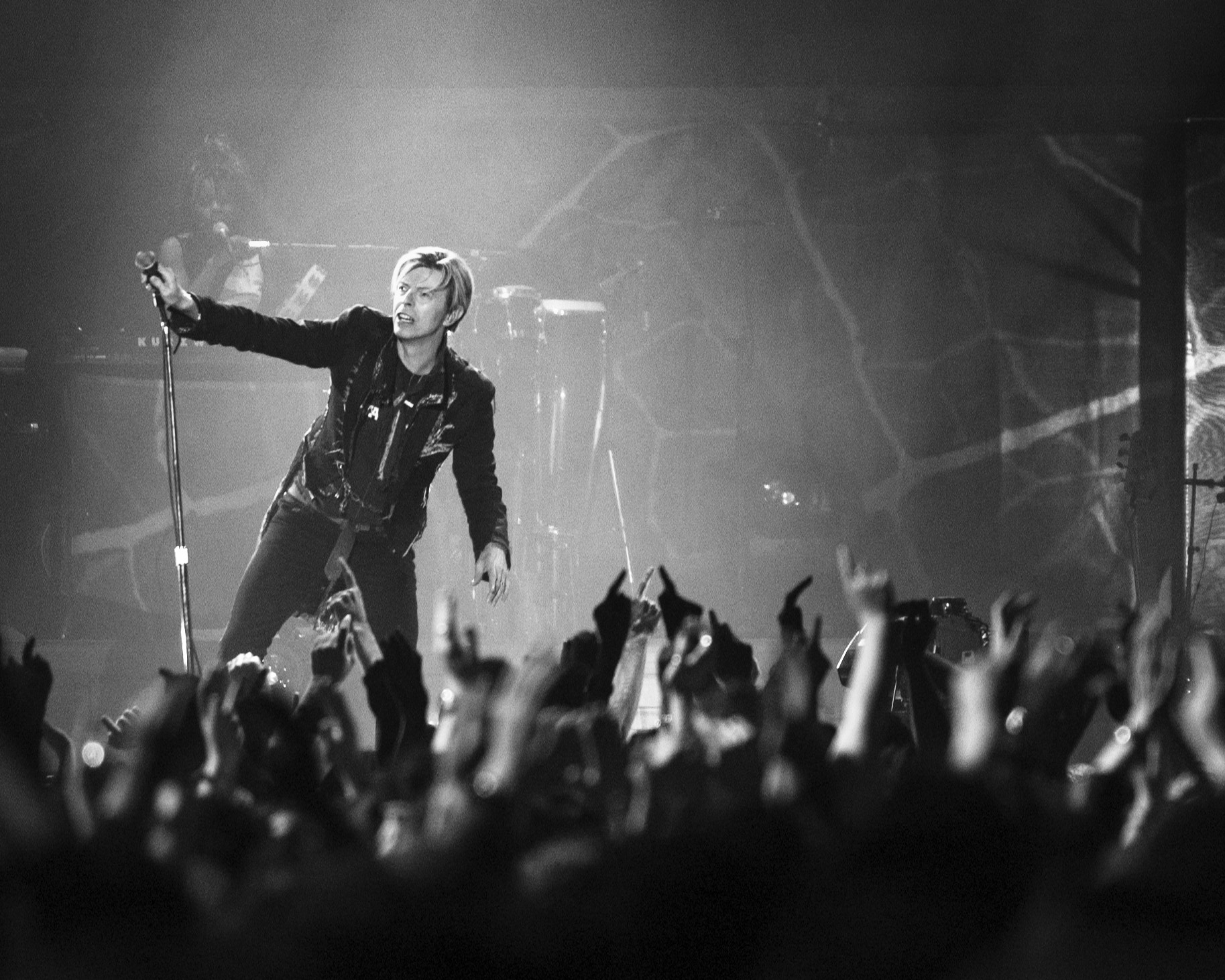
2003년 11월 아일랜드 더블린에서 열린 어 리얼리티 투어에서 공연하는 보위. 2006년 은퇴선언 이전까지의 마지막 투어였다.

2001년 10월 보위는 9·11 테러 피해자를 위한 자선행사 더 콘서트 포 뉴욕 시티의 오프닝을 열었다. 보위는 사이먼 & 가펑클의 〈America〉의 미니멀리스트한 공연으로 막을 열었고, 이어 풀 밴드가 합류하여 〈'Heroes'〉를 공연하였다. 2002년 《Heathen》이 발표되고서 그해 후반기를 히든 투어에 할애하였다. 유럽과 북미에서 진행된 이 투어는 런던의 연례 멜트다운 페스티벌에서 그 첫 단추를 꿰었으며 보위가 그 행사의 올해의 지정음악감독을 지냈다. 보위가 선택한 공연인에는 필립 글래스, 텔레비전, 더 댄디 워홀스가 있었다. 새로운 앨범의 곡들 뿐만 아니라 《Low》 시대에 작업한 곡들도 공연되었다. 2003년 《Reality》가 발표되었으며, 잇따라 어 리얼리티 투어가 그 꼬리를 물었다. 722,000여 관중을 동원하여 그해 가장 많은 수입을 오린 투어로 기록되었다. 6월 13일 아일오브와이트 페스티벌 2004의 마지막 밤에 하드라이너로 섰다. 이것은 보위의 영국에서의 마지막 실황공연이다. 6월 25일 Scheeßel에서 열린 허리케인 콘서트에서 공연 와중 가슴에 고통을 호소하였다. 처음에는 어깨결림으로 가볍게 치부되었으나, 검사를 받아본 결과 급성관상동맥폐색증의 진단을 받았다. 하여 함부르크에서 시급한 혈관형성술이 요하게 되었다. 남은 14일간의 스케줄은 취소되었다.
심장마비에서의 회복기간 동안 보위는 자신의 음악적 활동을 최소한으로 해왔으며 무대에 선 것도 스튜디오에 녹음을 한 것도 단발성으로 끝났다. 2004년 애니메이션 영화 《슈렉 2》의 삽입곡을 위하여 자신의 1971년 노래 〈Changes〉를 버터플라이 보처와 듀엣하여 재녹음하였다. 비교적 조용히 지낸 2005년에는 브라이언 트랜소와 공독작곡한 〈(She Can) Do That〉에서 보컬을 제공하였다. 영화 《스텔스》의 삽입곡. 2005년 9월 8일 아케이드 파이어와 전미 텔레비전 행사 패션 록에 출연하였으며, 그로부터 일주일 후 CMJ 뮤직 마라톤의 두 번째 타임에서 캐나다 밴드와 함께 공연하였다. 또한 TV 온 더 라디오의 앨범 《Return to Cookie Mountain》의 수록곡 〈Province〉에서 배킹 보컬을 제공하였으며, 루 리드와 함께 덴마크의 얼터너티브 록 밴드 카슈미르의 2005년 앨범 《No Balance Palace》에 참여하였다.

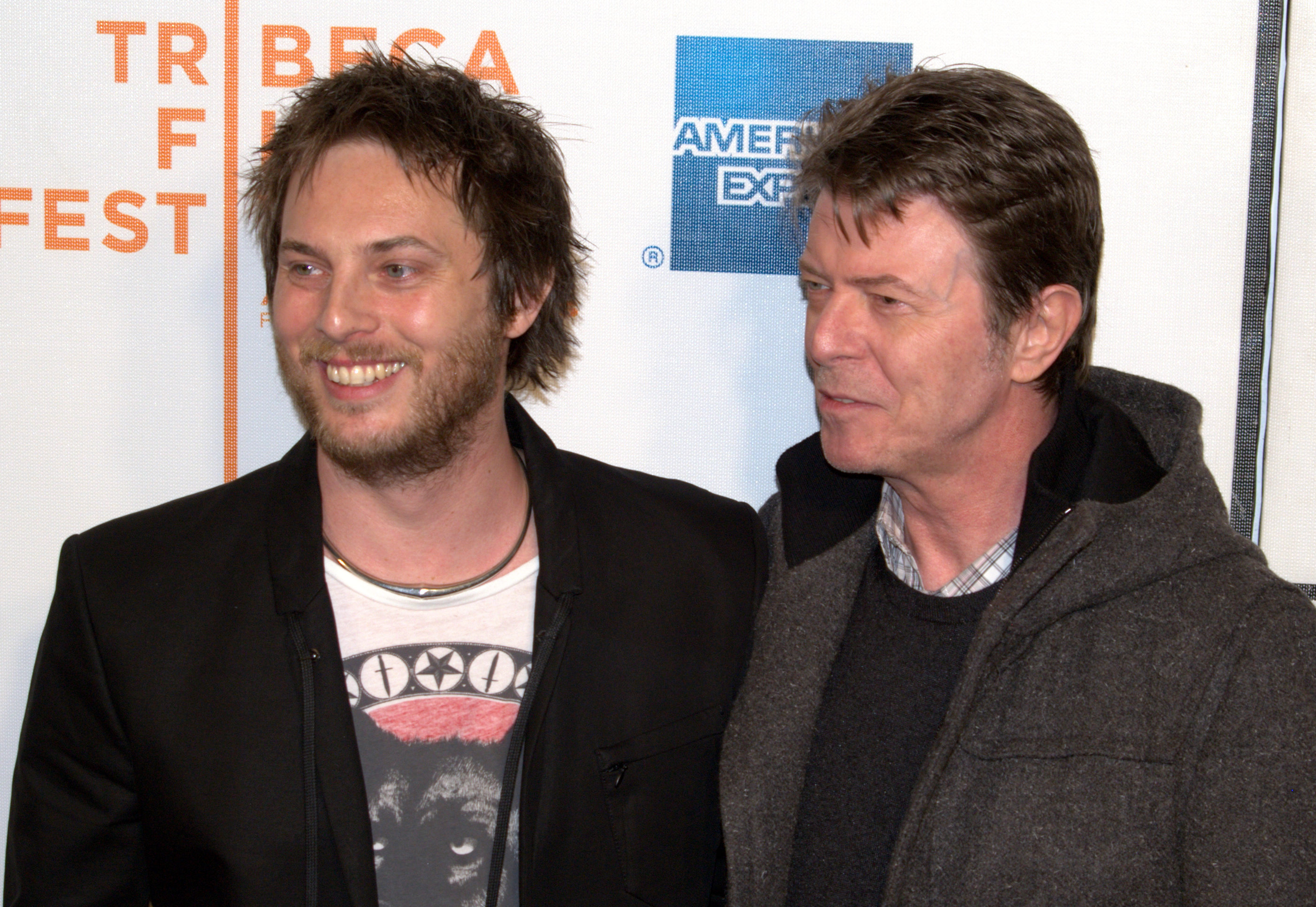
2009년 보위의 아들 던컨 존스의 첫 감독작 《더 문》의 초연행사에서 모습을 보인 보위

2006년 2월 8일 보위는 그래미상 평생공로상을 수여받았다. 동년 4월 보위는 "1년간 쉴 생각입니다. 투어도 앨범도 그만둡니다."라고 선언하였다. 5월 29일 런던 로열 앨버트 홀에서 열린 데이비드 길모어의 콘서트에서 깜짝 게스트로 출연하였다. 이 깜짝 이벤트는 녹음되어 공동 보컬로서 공헌한 몇 개의 곡이 선발되어 훗날 발표되었다. 11월 뉴욕 해머스타인 볼룸에서 열린 킵 어 차일드 어라이브 자선행사에서 앨리샤 키스와 더불어 다시금 공연에 나섰다. 보위가 자신의 음악을 무대에서 공여한 것은 이것으로 마지막이 된다.
2007년 하이 라인 페스티벌에서 큐레이트를 맡아보게 되었다. 맨해튼에서의 행사를 위하여 그가 선정한 음악인, 아티스트 가운데에는 일렉트로닉 팝 듀오 AIR, 초현실주의 사진가 클로드 커훈, 영국의 희극인 리키 저베이스가 있었다. 2008년 톰 웨이츠를 커버한 스칼렛 요한슨의 2008년 앨범 《Anywhere I Lay My Head》에 참여하였다. 2008년 6월, 1972년 지기 스타더스트 시대에 녹음된 실황앨범이 발표되었다. 1969년 7월의 달 착륙이 40주년을 맞은 일과 이로 인하여 보위가 〈Space Oddity〉로 일약 스타덤에 오른 일을 기념하여 EMI에서 오리지널 8트랙 스튜디오 녹음을 공개하였다. 2009년 경연대회에서 일반인들을 초청하여 리믹스를 만드는 행사를 진행하였다. 2010년 1월 콘서트 투어 어 리얼리티 투어의 실황녹음을 담은 더블 앨범이 발표되었다.
2011년 3월 말, 2001년부터 미공개 상태에 있던 앨범 《Toy》가 인터넷에 유출되는 사태가 벌어졌다. 《Heathen》의 수록곡을 비롯하여 그 싱글 B면에 있던 곡 대부분 및 보위의 초기 백 카탈로그의 처음 들어보는 버전이 포함되었다.

### 2013–2016: 말년
2013년 1월 8일 보위의 66번째 생일이 되던 날 보위의 웹사이트는 신보의 타이틀이 《The Next Day》이며 3월에 발표 예정임을 발혔다. 이것은 10년만에 발표되는 정규앨범으로서 이 앨범에는 14곡 외에 3곡 보너스 트랙으로 실렸다. 웹사이트에서는 보위의 활동중단에 대한 인정도 포함되어 있었다. 프로듀서 겸 보위와 오랫동안 협력관계를 유지해온 토니 비스콘티는 29트랙이 앨범을 위해 녹음되었으며, 여기서 일부는 보위의 차기 앨범에 수록될 것임을 밝히며 차기 앨범은 2013년 후반기에 착수될 것 같다고 하였다. 새로운 앨범의 공표는 그 즉시로 나온 싱글 〈Where Are We Now?〉와 더불어 진행되었으며 이 곡은 보위가 뉴욕에서 작곡, 녹음하고 비스콘티가 프로듀싱한 것이다.
같은 날 〈Where Are We Now?〉의 뮤직비디오가 비메오에서 공개되었으며, 이것은 뉴욕의 아티스트 토니 아워슬러가 감독하였다. 이 싱글은 발표된 지 수시간만에 영국 아이튠즈 차트에서 1위를 달성하였으며, 영국 싱글 차트에서 6위로 데뷔하였다. 이것은 보위의 20년만의 톱 10 진입으로 1993년 노래 〈Jump They Say〉 이래 처음이었다. 두 번째 비디오 〈The Stars (Are Out Tonight)〉가 2월 25일 공개되었다. 플로리아 시지스몬디가 감독한 이 뮤직비디오에서 보위와 틸다 스윈튼이 결혼한 커플로 분하였다. 3월 1일 이 앨범은 아이튠즈를 통해 무료로 스트리밍할 수 있었다. 《The Next Day》는 영국 앨범 차트에서 1위로 데뷔하였으며 이것은 1993년 앨범 《Black Tie White Noise》 이래로 처음이며, 2013년 당시 가장 빨리 팔려나간 앨범 기록을 세웠다. 〈The Next Day〉의 뮤직비디오는 다소의 논란을 불러일으켰다. 유튜브에서 이용약관 위반으로 하여 처음에는 삭제되어버린 것이다. 이후 관람가 연령을 18세 이상으로 올리는 것으로 복원되었다.
《타임》지에 따르면 보위는 더 이상 인터뷰를 하지 않겠노라 선을 그었다 한다. 2013년 말 보위는 아케이드 파이어의 노래 〈Reflektor〉에서 카메오 보컬로 참여하였다. 2013년 10월 BBC 역사지(BBC History Magazine)에서 진행한 여론조사에서 보위는 영국 역사상 가장 옷을 잘 입는 인물로서 선정되었다. 2014년 중반 보위는 간암을 진단받았으나 비밀에 부치기로 하였다. 2014년 9월에는 보위의 새 컴필레이션 앨범 《Nothing Has Changed》이 11월에 발표된다는 소식이 전해졌다. 이 앨범은 희유한 트랙과 보위의 전곡 중에서 오래된 곡과 더불어 신보 〈Sue (Or in a Season of Crime)〉도 수록되었다. 2015년 4월 〈Let's Dance〉가 동년 7월 16일 노란색 비닐 싱글로서 리이슈됨이 공표되었으며 이것은 호주 멜버른의 오스트레일리아 영상 센터에서 열린 '데이비드 보위는(David Bowie Is)'이라는 전시회와 맞물려 진행되었다.
2015년 8월 보위가 만화영화 《네모바지 스폰지밥》의 브로드웨이 뮤지컬의 곡을 작곡한다는 소식이 전해졌다. 아울러 2015년 11월에 방영된 텔레비전 방송 《더 라스트 팬서즈》의 오프닝 타이틀곡을 쓰고 녹음하였다. 《더 라스트 팬서즈》의 테마곡은 2016년 1월 발표된 《Blackstar》의 타이틀 트랙이 되기도 하였는데 이것은 보위가 예전에 크라우트록에서 받은 영감을 되살린 것이다. 《타임》지에 따르면 "《Blackstar》는 보위에게서 지금껏 보지 못한 이상스러운 작업물이 될 것"이라 했다. 2015년 12월 7일 보위의 뮤지컬 《라자루스》가 뉴욕에서 데뷔하였다. 공연의 오프닝 나이트에서 출연한 것이 그의 마지막 공연이 되었다.
2016년 1월 8일 보위의 69번째 생일이 되던 날 《Blackstar》가 발표, 대호평을 맞이하였다. 1월 10일 보위의 죽음 이후 비스콘티는 보위가 이 앨범을 자신의 스완 송으로 기획하고 있었으며, 자신이 죽기 전 팬들에게 남기는 '송별선물'로 남겼음을 밝혔다. 여러 기자와 평론가들이 죽음 이후 앨범의 가사를 검토해본 결과 대부분의 가사가 임박한 죽음을 둘러싼 것이었음을 발견했으며, CNN에서는 이 앨범이 "자신의 수명과 드잡이를 벌이는 한 사내를 드러내고" 있다고 했다. 비스콘티는 후일 밝히되 보위는 《Blackstar》의 차기작이 될 앨범 역시 계획하고 있었으며 그 앨범의 다섯 곡의 데모를 죽기 마지막 주일에 쓰고 녹음했다고 했으며, 보위는 자신의 살 날이 몇 개월 더 남았을 것이라고 생각한 모양이라고 했다. 보위가 죽은 이튿날 넷상에서 보위의 음악에 대한 관심이 급증하여 Vevo의 하룻동안 가장 많은 시청자를 끌어모은 아티스트 기록을 새로 세웠다. 1월 15일 《Blackstar》는 영국 앨범 차트에서 1위로 데뷔하였으며, 동시에 영국 톱 100 앨범 차트에서 19장의 보위의 앨범이 진입되었으며, 영국 톱 100 싱글 차트에서는 13장의 싱글이 진입되었다. 《Blackstar》는 호주, 프랑스, 독일, 이탈리아, 뉴질랜드, 미국 빌보드 200 등 각국에서 1위를 기록하였다.

## 사생활

### 가족
두 번 결혼을 했는데 두 번 모두 여성과 했다. 1970년부터 1980년까지 앤지 바넷과 결혼 생활을 하며 아들 던컨 존스를 낳았다. 그녀는 후에 보위가 롤링 스톤스의 믹 재거와 동성 연인 관계였다고 폭로했다. 두 번째 결혼은 1992년 소말리아 출신 슈퍼모델 1세대인 이만 모하메드 압둘마지드와 재혼한 것으로 둘 사이에 딸을 하나 낳았으며, 단란한 가정을 유지해왔다.

### 성적 지향
1972년 1월, 영국 음악지 《멜로디 메이커》와의 인터뷰에서 자신이 양성애자라고 말해 충격을 줬다. 이로 인해 그는 롤링 스톤스 멤버인 믹 재거와 염문설에 휩싸이기도 했다.이후 《Station to Station》 음반을 발표할 땐 양성애자로 수정했으나, 1983년에는 이성애자라고 고백했다.

## 죽음

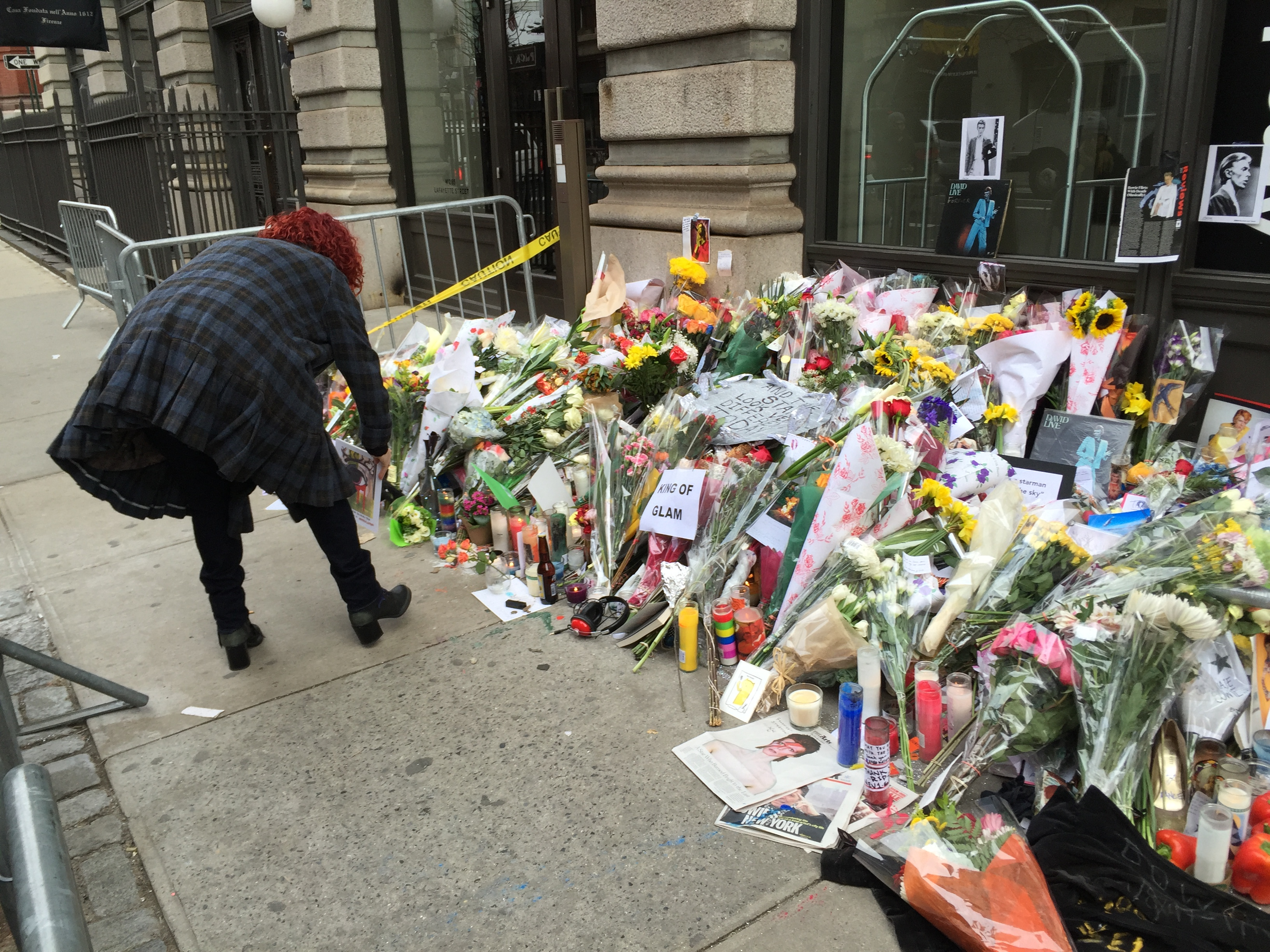
보위가 죽은 이튿날 뉴욕시 라파예트 스트리트에 위치한 보위의 아파트 앞에 헌화하는 여성

2016년 1월 10일 보위는 간암으로 인하여 자신의 뉴욕시 자택에서 숨을 거두었다. 일찍이 18개월 전부터 이 사실을 진단받았었지만, 보위는 이것을 공표치 않기로 결정하였다. 오프브로드웨이 뮤지컬 《라자루스》를 위해 보위와 손을 잡은 벨기에계 연극감독 이보 반 호브는 보위가 간암의 악화로 인하여 리허설에 오는 것이 불가능하였음을 밝혔다. 병마와 사투를 벌이는 와중에도 일에서 손을 멈추지 않았다고 그는 덧붙였다.
비스콘티는 아래와 같은 글을 남겼다.
그는 언제나 자신이 원하는 일을 해왔습니다. 그리고 그는 그것을 자기 방식대로, 또한 최고의 방식으로 해내고 싶어했습니다. 그의 죽음은 그 자신의 삶과 별반 다름이 없습니다. 바로 예술인 것이지요. 그는 '블랙스타'를 우리에게 송별선물로서 남겼습니다. 저는 1년 전부터 일이 이렇게 되리라 알고 있었습니다. 그렇지만 저는 준비되어 있지 않았습니다. 그는 참으로 대단한 사람이었습니다. 사랑과 생명력으로 가득찬 사람이었습니다. 그는 언제나 우리 곁에 있을 것입니다. 지금은 우는 것이 적절하겠습니다.

보위가 죽었다는 소식을 듣고서 팬들은 즉흥적으로 거리 성지를 조성하였다. 그의 출생지인 사우스런던 브릭스턴에 그려진 보위의 벽화를 앞에 두고 팬들은 헌화를 하고 그의 노래를 불렀다. 베를린, 로스앤젤레스, 자택인 뉴욕 아파트 등 각지에서도 추모지가 조성되었다. 보위의 죽음과 동시에 그의 앨범과 싱글의 판매량이 용솟음쳤다. 보위는 장례식을 거부하였으며, 사망진단서에 따르면 1월 12일 뉴저지에서 화장되었다고 한다. 그의 소망에 따라 재는 인도네시아 발리의 불교의식 와중에 흩뿌려졌다.

## 음반 목록

### 정규 음반
- 《David Bowie》 (1967)
- 《David Bowie (Space Oddity)》 (1969)
- 《The Man Who Sold the World》 (1970)
- 《Hunky Dory》 (1971)
- 《The Rise and Fall of Ziggy Stardust and the Spiders from Mars》 (1972)
- 《Aladdin Sane》 (1973)
- 《Pin Ups》 (1973)
- 《Diamond Dogs》 (1974)
- 《Young Americans》 (1975)
- 《Station to Station》 (1976)
- 《Low》 (1977)
- 《“Heroes”》 (1977)
- 《Lodger》 (1979)
- 《Scary Monsters (and Super Creeps)》 (1980)
- 《Let's Dance》 (1983)
- 《Tonight》 (1984)
- 《Never Let Me Down》 (1987)
- 《Black Tie White Noise》 (1993)
- 《The Buddha of Suburbia》 (1993)
- 《Outside》 (1995)
- 《Earthling》 (1997)
- 《'hours…'》 (1999)
- 《Heathen》 (2002)
- 《Reality》 (2003)
- 《The Next Day》 (2013)
- 《Blackstar》 (2016)

### 참고 문헌
- Buckley, David (2000) [First published 1999]. 《Strange Fascination – David Bowie: The Definitive Story》. London: Virgin. ISBN 0-7535-0457-X.
- Buckley, David (2004). 《David Bowie: The Complete Guide To His Music》. Omnibus Press. ISBN 978-1-84449-423-1.
- Buckley, David (2005) [First published 1999]. 《Strange Fascination – David Bowie: The Definitive Story》. London: Virgin. ISBN 978-0-7535-1002-5.
- Campbell, Michael (2008). 《Popular Music in America: And The Beat Goes On》. Schirmer. ISBN 978-0-495-50530-3.
- Carr, Roy; Murray, Charles Shaar (1981). 《Bowie: An Illustrated Record》. New York: Avon. ISBN 0-380-77966-8.
- Cole, Shaun (2000). 《'Don we now our gay apparel': gay men's dress in the twentieth century》. London: Berg. ISBN 1-85973-415-4.
- Ditmore, Melissa Hope (2006). 《Encyclopedia of Prostitution and Sex Work, Volume 2》. Greenwood Publishing Group. ISBN 0-313-32970-2.
- Doggett, Peter (2011). 《The Man Who Sold the World: David Bowie and the 1970s》. The Bodley Head. ISBN 978-1-84792-145-1.
- Gillman, Peter; Gillman, Leni (1987) [1986]. 《Alias David Bowie》. New English Library. ISBN 0-450-41346-2.
- Pegg, Nicholas (2004) [First published 2000]. 《The Complete David Bowie》. London: Reynolds & Hearn. ISBN 1-903111-73-0.
- Perone, James E. (2007). 《The Words and Music of David Bowie》. Praeger. ISBN 978-0-275-99245-3.
- Sandford, Christopher (1997) [First published 1996]. 《Bowie: Loving the Alien》. Time Warner. ISBN 0-306-80854-4.
- Schinder, Scott; Schwartz, Andy (2007). 《Icons of Rock: An Encyclopedia of the Legends Who Changed Music Forever》. Westport, Connecticut: Greenwood Press. ISBN 978-0-313-33845-8.
- Spitz, Marc (2009). 《Bowie: A Biography》. Crown Publishers. ISBN 978-0-307-71699-6.
- Thomson, Elizabeth (1993). 《The Bowie Companion》. Macmillan. ISBN 0-283-06262-2.
- Thompson, Dave (2006). 《Hallo Spaceboy: The Rebirth of David Bowie》. Ecw Press. ISBN 978-1-55022-733-8.

## 추가 참고 도서
- Auliac, Philippe (2004). 《Passenger – David Bowie Photobook》. Venezia: Sound & Vision. 200쪽.
- Cann, David (2011). 《Any Day Now: David Bowie the London Years 1947–1974》. Kenneth Pitt in Books.
- Duffy, Chris; Cann, Kevin (2014). 《Duffy/Bowie Five Sessions》 1 UK판. ACC Editions. 170쪽. ISBN 978-1-85149-765-2.
- Egan, Sean (2015). 《Bowie on Bowie》. Chicago Review Press. ISBN 978-1-56976-977-5.
- Greco, Nicholas P. (2015). 《David Bowie in Darkness: A Study of 1. Outside and the Late Career》. McFarland & Co. ISBN 978-0-7864-9410-1.
- Hendrikse, Wim (2004). 《Never Get Old. Man of Ch-Ch-Changes Part 1 and Part 2》. Gopher Publishers.
- Hendrikse, Wim (2013). 《David Bowie: The Man Who Changed the World》. Authors Online.
- Jacke, Andreas (2011). 《David Bowie – Station To Station》. Psychosozial- Verlag.
- Seabrook, Thomas Jerome (2008). 《Bowie in Berlin: A New Career in a New Town》. Jawbone Press.
- Tremlett, George (1997). 《David Bowie: Living on the Brink》. Carroll and Graf.
- Trynka, Paul (2011). 《Starman: David Bowie – The Definitive Biography》. Little, Brown Book Group Limited.
- Waldrep, Shelton, "Phenomenology of Performance", The Aesthetics of Self-Invention: Oscar Wilde to David Bowie, University of Minnesota Press, 2004.'
- Welch, Chris (1999). 《David Bowie: We Could Be Heroes: The Stories Behind Every David Bowie Song》. Da Capo Press.
- Wilcken, Hugo (2005). 《33⅓: David Bowie's Low》. Continuum.
- St. Clair, Jeffrey (6 May 2016). David Bowie’s 100 Favorite Books